# Toma T. Socolescu
Toma T. Socolescu (n. 20 iulie 1883, Ploiești, România – d. 14 octombrie 1960, București, România) a fost un arhitect român, reprezentant al arhitecturii autohtone de la începutul secolului al XX-lea până la începutul celui de-al Doilea Război Mondial. Și-a consacrat întreaga viață dezvoltării județului Prahova și, în special, a orașului Ploiești. De asemenea, contribuie foarte mult la viața culturală a țării sale.

## Biografie
Toma T. Socolescu a marcat arhitectura românească modernă până la al Doilea Război Mondial și s-a remarcat prin realizarea unor clădiri remarcabile, crearea unor fundații culturale, precum și redactarea unor studii de specialitate dedicate arhitecturii românești și evoluției ei. În prezent, numele său este un punct de referință în domeniul artei și al arhitecturii, iar multe din construcțiile realizate după planurile sale sunt clasate drept monumente istorice.

### Educația și călătoriile în străinătate
Fiu, nepot și nepot de arhitect, alegerea carierei sale nu a fost ușoară. După o copilărie fericită și împlinită, tatăl său a dispărut brusc la 22 noiembrie 1897, apoi mama sa, trei ani mai târziu, în aceeași zi, a rămas orfan la vârsta de 17 ani și stăpânește cei patru frați și surori. Toma T. are un mare talent la desen și își dedică timpul liber desenului în ultimii trei ani de liceu. Dornic să afle, a profitat de biblioteca mare a tatălui său și și-a moștenit talentul de desen. În ciuda situației financiare catastrofale a familiei, a dispersării fraților și surorilor săi primiți de unchii și verii Socolescu și a situației economice nefavorabile pentru arhitecți la sfârșitul secolului al XIX-lea din România, a luat avantajul învățământului superior gratuit la acea vreme. Nici măcar unchiul său, marele arhitect Ioan N. Socolescu, nu îl va încuraja să urmeze calea arhitecturii. Toma T se va înscrie astfel primul în drept, studii pe care le va abandona rapid pentru a-și forța destinul și să-și urmeze pasiune pentru artă și arhitectură.

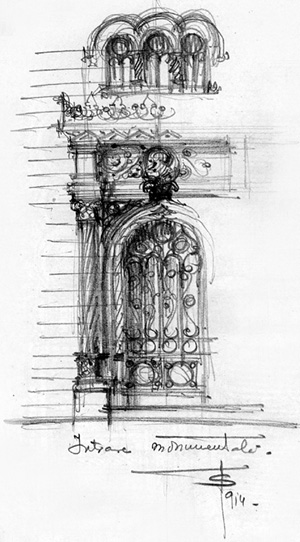
Schiță a unei intrări monumentale. Fragment din caietul de schițe al lui Toma T. Socolescu.

Și-a terminat studiile gimnaziale în 1901 Liceului „Sfinții Petru și Pavel” din Ploiești, continuându-și studiile la Școala Națională Superioară de Arhitectură din București, unde a fost elevul lui Ion Mincu (cel mai important arhitect român de la sfârșitul secolului al XIX-lea și începutul celui de-al XX-lea). Toma T. este interesat de multe domenii și duce o viață studențească foarte bogată: 
„Primii ani ai școlii i-am făcut împărțind timpul între studiile de arhitectură, ședințe de muzică la Schifleers până la plecarea lui la Paris, ca și pe la diferitele concerte, lecturi la Fundația Carol 1 și la biblioteca Școlii, audieri de cursuri la Universitate, de logică și istoria filosofiei contemporane cu T. Maiorescu, psihologie și estetică cu C. Rădulescu-Motru, un curs liber de istoria literaturilor universale cu N. lorga, istoria picturii și sculpturii cu proiecțiuni la Fundația Carol I cu Tzigara-Samurcaș, ca și multe conferințe la Ateneu, expoziții de pictură și sculptură, mai rar și de arhitectură, prin concursuri publice care erau expuse la Ateneu. Afară de acestea, luam parte, mai rar, și la unele întruniri politice și mai ales ale conservatorilor junimiști, care aveau, cu excepția lui JunimeaTake Ionescu, care era conservator cantacuzinist, pe cei mai distinși și talentați oratori ai țării. .”
 Obiectivul școlii de arhitectură este atunci: „orienta și forma la studenți, dragostea pentru valorile culturale ale trecutului țării, de a le insufla interesul pentru reluarea tradiției arhitecturii românești, în noile condiții impuse de necesitățile și aspirațiile societății moderne”. Din 1903, studenții au fost nevoiți să efectueze relevee ale monumentelor istorice și arhitecturii pentru a studia și a pune în valoare arta națională. Aceste exerciții au jucat un rol important în utilizarea unei palete largi de forme și elemente decorative în creațiile arhitecților.
În iunie 1911 a obținut, cu rezultate foarte bune, diploma de arhitect (numărul 42), având specializarea în arhitectură civilă religioasă și în arheologie românească. Prima sa experiență profesională a fost în postul de proiectant la Poșta Centrală din București în jurul anului 1905. Va fi apoi cooptat, tot ca desenator, în 1906 de către colectiv de arhitecți de prim rang condus de Ștefan Burcuș, Victor Ștefănescu și Ion D. Berindey, organizatori ai Expoziției Generale Române de la București. Evenimentul a fost organizat de către guvernul conservator român în onoarea celor 40 de ani de domnie a regelui Carol I. Această oportunitate i-a permis să intre în contact cu mari artiști și arhitecți ai epocii și a avut un impact decisiv asupra carierei sale ulterioare.
Călătoriile sale la Viena (Imperiul Austro-Ungar), Constantinopol (Imperiul Otoman) și Budapesta (Imperiul Austro-Ungar) în 1913 și, mai ales, în Italia între 15 decembrie 1923 și 20 februarie 1924, iar apoi în ianuarie 1937 și Franța au reprezentat momente esențiale în viața sa. El a găsit aici elemente de inspirație pentru opera din țara sa.

#### Primul război mondial
A participat activ la campaniile militare din cadrul primei conflagrații mondiale. A fost încorporat în 1916 în cadrul regimentul 47 de infanterie, a fost trimis în scurt timp la regimentul feroviar din București și, în final, detașat la Grupul Apărării Dunării. Alături de alți arhitecți și ingineri, a avut misiunea să distrugă podurile în timpul retragerii în Moldova. De asemenea, a construit centre medicale și instalații sanitare, în momentele în care tifosul exantematic făcea ravagii în sânul armatei române. În 1917, s-a alăturat unui batalion de vânători de munte. Retragerea armatei române în Moldova i-a permis să descopere arta țărănească, dar și cea bisericească, din regiuni românești diferite. Având tot timpul cu el caietul de schițe și notițe, a realizat numeroase desene reprezentând arta populară și stilurile arhitecturale tradiționale din care mai apoi s-a inspirat. Două reproduceri ale acuarelelor sale ce înfățișau case din Chișinău (Basarabia) au fost publicate în 1926. În 1941, a publicat un articol dedicat artei vechi românești din Basarabia și ilustrat cu propriile acuarele..

### Predare și scriere
Toma T. Socolescu, pe lângă activitatea sa profesională liberală, a fost profesor la Universitatea Ion Mincu, funcție pe care a deținut-o între 1927 și 1947.. Este unul dintre rarii arhitecți ai vremii sale care să fi fost atât de prolific în literatura de specialitate, și nu numai în domeniile stricte ale arhitecturii sau urbanismului. A dezvoltat o pasiune pentru teoria și critica arhitecturii și a publicat un curs în două volume despre teoria arhitecturii la facultatea Ion Mincu. Între 1927 și 1947, Toma T. Socolescu a predat aceeași teorie. A publicat mai multe cărți și numeroase articole în mai multe reviste, printre care Arhitectura, Simetria, Buletinul Comisiei Monumentelor Istorice, Căminul, precum și în diverse ziare locale. În Monografia orașului Ploești publicată în 1937 de către Mihail Sevastos, arhitectul a redactat în întregime capitolele despre arhitectura orașului, urbanism, Halele Centrale, istoricul planurilor orașului, precum și o parte din materialul despre cultură (artiștii plastici, muzee și biblioteca Nicolae Iorga). În 1938, un an mai târziu, publică Arhitectura în Ploești, studiu istoric, un studiu istoric asupra arhitecturii Ploiestiului, prefațat de Nicolae Iorga. Cartea cuprinde o mare parte din capitolele scrise (de câtre arhitect) pentru Monografia orașului Ploești. La 20 martie 1958, a depus în biblioteca Institutului de Arhitectură Ion Mincu o monografie dedicată lui Ion Mincu: Ion Mincu, profesor arhitect 1851-1912, scrisă în două volume: un volum documentar de 408 pagini și un album foto cu 132 de fotografii..  Două lucrări au fost publicate post-mortem în 2004: Fresca Arhitecților care au lucrat în România în epoca modernă 1800-1925, considerată referința bibliografică pentru arhitectura din această perioadă, precum și prima parte a memoriilor sale Amintiri, cuprinzând perioada de la naștere până în 1924. Lucra la a doua parte a memoriilor sale când a murit.

### Viața publică și funcțiile oficiale
A deținut funcția de arhitect șef al județului Prahova în perioada 1919-1920 și apoi de primar al orașului Ploiești în perioada decembrie 1919 - martie 1920. Decorat Ordinul „Crucea Regina Maria” pentru construcțiile sale militare în timpul Primului Război Mondial,  Membru al ordinului Coroana României în grad de ofițer, conferit în urma unui decret al M.S. Regele Ferdinand I al României în 1925, de asemenea, a fost distins cu Medalia Răsplata Muncii pentru Învățământ clasa I pentru activitatea sa didactică, în mai 1927, cu prilejul inaugurării corpului principal al Palatului Școlii Comerciale din Ploiești. Este membru al Societății Arhitecților Români, până la desființarea acesteia de către comuniști în 1948. El a deținut succesiv mai multe funcții: cenzor între 1925 și 1927, apoi vicepreședinte în 1944. S-a alăturat organizației care urma să succeadă SAR: Uniunea Arhitecților din Republica Populară Română, din noiembrie 1953.
A fondat și prezidat Așezământul Cultural Nicolae Iorga în anii 1920-1930 și a fost consilier municipal al Ploiești în perioada 10 martie 1926 - 20 martie 1929, sub primarul Ion Georgescu Obrocea. De asemenea, a fost membru al comitetului de selecție pentru revista românească de arhitectură Arhitectura la începutul anilor 1940.
Viziunea sa urmărea reunirea tuturor oamenilor de bună credință care aveau capacitatea și disponibilitatea de a lucra pentru înfrumusețarea orașului. A fost astfel membru al Rotary Club din Ploiești din aprilie 1937.
Pe lângă calitatea sa de om de artă și de cultură, Toma T. Socolescu a avut și un angajament politic limitat. Mandatele sale de primar, consilier municipal și deputat au fost pentru el mijloace de a-și înainte proiectele culturale, urbanistice sau de arhitectură. Fiind un student activ și patriot, legăturile sale puternice cu Nicolae Iorga l-au determinat să își asume responsabilități politice în cadrul Partidului Naționalist-Democrat. Cu toate acestea, el a rămas deschis dialogului, având numeroase legături și prietenii cu personalități cu alte viziuni politice, precum ar fi Ion Ionescu-Quintus, din Partidul Național Liberal, amic față de care a fost foarte apropiat.
Numit membru al comitetului central executiv al Partidului Naționalist Democrat din 1926, apoi vicepreședinte al partidului din mai 1929, confimat la ședința din 7 aprilie 1931. A devenit deputat de Prahova pentru același partid în timpul Guvernului Nicolae Iorga, din 19 aprilie 1931 până în 6 iunie 1932, în cadrul Partidului Naționalist Democrat. 
Singura acțiune politică care este cunoscută la nivel național este sprijinul pentru organizarea Corpului Arhitecților Români și al Registrului Arhitecților în 1932. Adoptată de către parlament, a fost pusă în aplicare printr-un decret regal pe 15 iulie 1932.
De asemenea, a fost primar al comunei sale adoptive Păulești din februarie 1938 până în noiembrie 1940, precum și din februarie 1942 până în ianuarie 1945, două mandate foarte active care au permis modernizarea comunei.
A fost numit Cetățean de Onoare al comunei Ploiești, titlu post-mortem, în septembrie 2010 și, de asemenea, Cetățean de onoare al municipalitatii Păulești, titlu post-mortem, acordat în mai 2018.

### Viața la Păulești
Toma T. Socolescu a dobândit în 1927 un conac și un mare teren alăturat de 5 hectare, în satul Păulești, situat la câțiva kilometri de Ploiești. Familia lui s-a mutat acolo în același an. Acolo primește regulat personalități ploieștene.
Terenul va fi în mare parte dedicat activităților agricole. Foarte implicat în rolul său de Primar (1938-1940 și 1942-1945), pe lângă modernizarea comunei și construirea a numeroase clădiri publice, ajută sătenii aflați în dificultate, organizează și finanțează cursuri agricole gratuite în viticultura și pomicultură pentru toți sătenii din comună, iar aceasta la ferma proprie, situată pe terenul conacului Socolescu. A permis producției de lactate din Păulești, principalul furnizor de lapte al marelui oraș vecin Ploiești, să se dubleze, prin cunoștințele sale zootehnice, și prin decizia sa de a importa tauri din Elveția pentru a dezvolta o rasă mult mai productivă..

### Perioada comunistă
Membru al unei importante familii românești, fost lider politic din județul Prahova, Toma T. Socolescu a refuzat să intre în organizația comunistă a arhitecților, care a devenit în decembrie 1952 Uniunii Arhitecților din RPR, o instituție care a înlocuit Societatea Arhitecților Români (SAR). Plecarea fiului său cel mare, Mircea, în Franța, în jurul anilor 1944-1945, a înrăutățit situația familiei în ochii autorităților comuniste. Etichetat ca dușman al poporului, fiind apoi amenințat, șantajat și hărțuit de autoritățile comuniste si in special de catre Securitate. A scăpat de închisoare, dar averea și proprietățile sale au fost confiscate sau furate în anii 1950 de către Securitate și de către administrația locală comunistă. Majoritatea familiilor din elita societății românești, a avut de suferit în mod deosebit de pe urma politicii de persecuție, restricție, izolare și chiar întemnițare pusă în aplicare de comuniști împotriva persoanelor considerate suspecte sau ostile puterii comuniste. Având interdicție de a mai profesa ca arhitect, el a fost evacuat din casa sa din Păulești pe 21 februarie 1952 și s-a mutat cu fiul său, Toma Barbu Socolescu, în București. 
Familia Socolescu a fost hărțuită de Securitate până aproape de moartea arhitectului, în 1960. Fără vreun venit, și fiindu-i refuzată o pensie decentă de către autoritățile comuniste, el avea să lucreze până la vârsta la 74 de ani, mai întâi la Institutul de Construcții și Planificare Urbanistică (ISPROR), apoi din 1953, în ICSOR (Institutul Central pentru Sistematizarea Orașelor și Regiunilor), el a fost detașat la Departamentul pentru Monumente Istorice pentru o perioadă de 4 ani. Pe 12 februarie 1957, a fost pensionat, având o remunerație redusă. În ciuda adversităților și a dificultăților, Toma T. Socolescu și-a susținut concepția sa legată de arhitectură până în ultimele sale zile, mai ales prin cele trei monografii pe această temă pe care le-a scris și corectat între 1949 și 1959.

### Concursuri de arhitectură
Practicând arhitectura ca profesie, el a obținut numeroase premii la concursurile în domeniu:
1. Premiul întâi pentru două subiecte diferite: planurile unei mici biserici de lemn cu o singură turlă și planurile unei alte biserici mai mari și cu mai multe turle, Pantocratul, 1907[b 21][e 24].
2. Premiul doi pentru proiectul Școlii Normale din Buzău, în jurul de 1911. Primul premiu nu a fost acordat deoarece numai doi arhitecți au participat la acest concurs[b 22][e 25].
3. Premiul întâi pentru concursul pentru unificarea fațadelor palatelor a două ziare naționale: Adevărul și Dimineața, competiție la care au participat, în 1914, peste 30 de arhitecți[e 25]. Proiectul lui Toma T. a fost publicat în paginile ziarului Dimineața[21] ca de altfel și în revista Arhitectura în 1916 și 1924[d 7]. Materializarea nu a mai fost posibilă din cauza izbucnirii Primului Război Mondial. O fațadă, dar care nu avea nimic în comun cu acest proiect, a fost ridicată în anii 1920.
4. Premiul I la concursul pentru Palatul Camerei de Comerț și Industrie din Ploiești, în 1920, după cumpărarea clădirilor adiacente de către Camera de Comerț. Proiectul a fost doar parțial executat între 1930 și 1935[e 26]. Camera de Comerț a fost suprimată de către regimul comunist în 1949, după 84 de ani de existență. Palatul a fost grav avariat de cutremurul din 1940 și distrus în timpul perioadei comuniste. Cu toate acestea, o anexă a Casei, cinematograful Scala, construit de Toma T. în anii 1930, a fost cruțată și poate fi văzută și astăzi.
5. Premiul întâi la concursul pentru clădirea Creditul Prahovei (sau Banca Romaneasca initial) din Ploiești, în 1923[e 27]. Proiectul și fotografiile băncii au fost publicate în revista Arhitectura în 1926[d 8]. Imobilul a fost construit[e 28].
6. Premiul întâi la concursul pentru Catedrala ortodoxă din orașul Târgu Mureș în 1924. Edificiul a fost construit, dar după planurile unui alt arhitect, care pierduse inițial concursul[e 29][22].
7. Premiul întâi la concursul pentru Palatul Primăriei Municipiului București, în echipă cu arhitectul D. Petrescu-Gopeș[e 27]. Proiectul și fotografii au fost publicate în revista Arhitectura în 1926[d 9]. Această reușită a fost prilej de sărbătorire a arhitectului la Ploiești[23]. Niciun proiect de construcție al unui palat al primăriei nu a mai fost realizat înainte de 2010, instituția funcționând până în anul 2010 în Palatul Ministerului Lucrărilor Publice, o clădire construită în 1910 de către arhitectul Petre Antonescu.
8. Premiul întâi la concursul pentru cazinoul rafinăriei Astra Română din Ploiești, în 1937, cu fiul său Barbu Socolescu[e 30]. Proiectul a fost publicat în revista Arhitectura, în numărul din iulie-octombrie 1937[d 10]. Proiectul nu avea să fie niciodată realizat.
9. Premiul întâi la concursul pentru Halele localității Predeal[b 23][e 31]. Lucrarea nu a fost executată.
10. Arhitectul mai scrie că a obținut premiul I la concursul pentru Palatul Muncii din orașul Ploiești, proiect despre care susține că a fost executat[b 23][e 31]. Nu s-a găsit însă nici urmă de finalizare[f 1].

Altfel, a obținut premiul I pentru proiectul său pentru Sălile Centrale la Saloanele oficiale de Arhitectură și Arte Decorative București din 1930 și 1933.

### Genealogie
Familia Socol din Berivoiul Mare, în vechime parte a Făgărașului sau a Țării Făgărașului, este o ramură a familiei Socol din Muntenia, care a trăit în județul Dâmbovița. 
Un anume Socol, mare boier și ginere al lui Mihai Viteazul (1557-1601), avea două ctitorii religioase în județul Dâmbovița, existente și azi, în Cornești și în Răzvadu de Sus, precum și o alta într-o suburbie a orașului Târgoviște.
Acest boier s-a căsătorit cu Marula, fiica lui Tudora din Popești numită și Tudora din Târgșor, soră a prințului Antonie-Vodă. Marula a fost recunoscută de Mihai Viteazul ca fiica sa ilegitimă, rod al unei relații extra-conjugale cu Tudora. Marula este îngropată în cimitirul bisericii din Răzvadu de Sus, unde, pe o lespede de piatră bogat cioplită, numele încă îi mai poate fi citit.
Nicolae Iorga, marele istoric român și prieten al lui Toma T. Socolescu, a găsit strămoși ai familiei Socol printre întemeietorii localității Făgăraș. În 1655, principele Transilvaniei Gheorghe Rákóczi al II-lea a înnobilat un strămoș al lui Nicolae G. Socol: "Ștefan Boier, și printr-însul soția sa Sofia Spătar si fiul său Socoly precum și moștenitorii și urmașii lor de orice sex, să fie tratați și considerați ca niște adevărați și netăgăduiți NOBILI.", în semn de recunoștință pentru funcțiile sale de curier al Prințului în Carpați, "funcțiune pe care a îndeplinit-o cu credință și statornicie timp de mai mulți ani și mai ales în aceste vremuri furtunoase, [...]". În jurul lui 1846, cinci frați Socol pleacă din Berivoiul Mare, din Țara Făgărașului, și se stabilesc în Muntenia. 
„Au trecut munții cinci frați, toți constructori, venind din regiunea Făgărașului, un sat de subt munți, Berivoiul mare, unde și azi e răspândit numele Socol, și unde se spune că un strămoș al lor a venit din Muntenia, anume din regiunea Târgoviștei, care e vatra familiei Socol, fiind până azi, lângă Târgoviște, Valea lui Socol ca și două biserici ctitorii ale lor, la Răzvadu de Sus și la Cornești.”
 Unul dintre acest cinci frați este arhitectul  Nicolae Gh. Socol (?? – decedat în 1872). El s-a stabilit în Ploiești în jurul anilor 1840-1845 și s-a numit pe sine însuși Socolescu. Căsătorit cu Ioana Săndulescu, din mahalaua Sfântu Spiridon, a avut o fiică (decedată în copilărie) și patru băieți, dintre care doi au devenit arhitecți: Toma N. Socolescu și Ion N. Socolescu. Șirul  arhitecților continuă cu Toma T. Socolescu, fiul lui Toma N. Socolescu, precum și cu fiul său Barbu Socolescu.

Istoricul, cartograful și geograful Dimitrie Papazoglu evocă, în 1891, prezența la București a boierilor români de gradul I, urmași ai Socolului din Dâmbovița. De asemenea, Constantin Stan se referă și el, în 1928, la originea precisă a lui Niculae Gheorghe Socol: 
„ La poalele Carpaților, pe malul drept al rîulețului cu același nume este așezată comuna Berivoii-mari [...], unul dintre cele mai vechi sate din vatra Oltului[...]. Locuitorii sunt plămădiți din iobagi și foști boieri. [...], iar familii boierești românești au fost: Socol, Boier, Sinea și Răduleț, soldați privilegiați grăniceri.[...] Familia G. Streza Socol a dat pe Nicolae Socol, arhitect cu diploma dela Viena, care a descălicat în orașul Ploești, cu mai mulți frați ai lui pela mijlocul veacului trecut.”

## Realizări arhitecturale și urbanistice

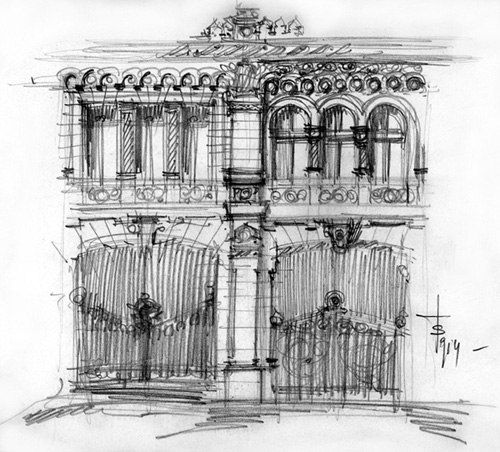
Schiță de fațadă. Extract din caietul de schițe al lui Toma T. Socolescu.

Arhitectul și-a început cariera ca arhitect liber profesionist în Ploiești, continuând opera tatălui și bunicului său. Începuturile sale au fost anevoioase, după cum descrie în memoriile sale: 
„Muncind singur și la planșetă și pe șantier, clădind direct cu meșteri din Ploiești și ci fără multe cunoștințe tehnice, la care se adăuga și lipsa mea de experiență — mai ales că nu trecusem decât prea puțin prin vreunul din atelierele arhitecților din București care construiau atunei lucrări importante, — fiind ajutați de antreprenori pricepuți și bine utilați - a fost foarte greu acest început al profesiunii melc.”
Toma T. Socolescu a fost unul din reprezentanții stilului arhitectural național românesc și un entuziast promotor al acestuia, fiind în mod special inspirat de către stilul brâncovenesc, denumit și „stilul neo-brâncovenesc” sau „stilul neo-românesc”. Influențat de Ion Mincu, al cărui discipol s-a declarat, fondatorul arhitecturii neoromânești și profesorul său, a cărui operă și moștenire le-a apărat toată viața, opera sa nu a fost, însă, marcată de un singur stil, ci mai degrabă de eclectism. El a fost capabil să îmbogățească stilul neoromânesc sau să se diversifice, adoptând evoluțiile tehnologice, inclusiv betonul armat, și ținând cont de noile tendințe artistice inspirate de Art Deco și Arhitectura modernă. Acest lucru este clar demonstrat de Halele din Ploiești, turnul Catedralei Sfântul Ioan Botezătorul, și școala primară din Păulești.

În cartea sa despre arhitecții Socolescu, Gabriela Petrescu explică faptul că Toma T. Socolescu a respectat întotdeauna anumite reguli în toate lucrările sale, fie că este vorba despre case individuale sau clădiri: 
„
- Socolescu nu a căutat noul cu orice preț, calitatea fiind prima condiție pentru o arhitectură românească modernă.
- clădirilor sunt studiate în funcție de forma și dimensiunile terenului. Odată cu planul casei, arhitectul studiază și terenul, organizând spațiile, prin realizarea de terase, de forme rectangulare sau circulare.
- Deși a proiectat într-o perioadă în care principiile arhitecturii moderne își făceau simțite prezența, Socolescu nu a renunțat la stilul eclectic în rezolvarea planurilor.
- În proiectarea locuințelor, arhitectul a ținut seama de orientarea optimă a construcției și a încăperilor față de punctele cardinale. * Toma T. Socolescu studia proiectele până la cele mai mici detalii de construcție.
- Rezolvarea plastică a locuințelor, fie tip vilă, fie imobil de raport se caracterizează prin interpretarea unor elemente de arhitectură veche românească, pridvoare, foișoare, ancadramente.
- Arhitectul a folosit combinații de materiale de construcții de bună calitate precum: piatra, metalul, betonul, cărămida, foarte bine puse în operă, care oferă soliditate și durabilitate construcțiilor.”

A depus eforturi pentru îmbunătățirea aspectului orașului Ploiești și pentru construirea clădirilor publice în tot județul Prahova. Pasionat de arheologie, a studiat și s-a implicat în conservarea clădirilor vechi și a bisericilor, publicând de asemenea studii și cercetări în acest domeniu.
Toma T. Socolescu a jucat un rol important în conducerea Societății Arhitecților Români și a participat constant la viața culturală și socială a orașului său natal. A deținut chiar și funcția de primar al Ploieștiului în perioada decembrie 1919-martie 1920. Componenta artistică arhitecturală a fost pilonul artei sale.

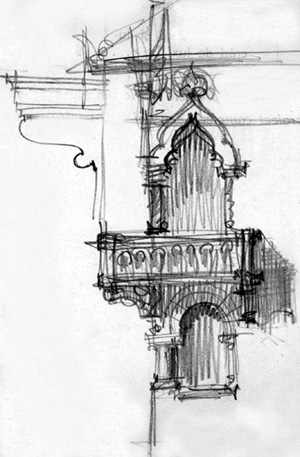
Schiță de balcon. Extract din caietul de schițe al lui Toma T. Socolescu.

El a rămas foarte critic la adresa arhitecturii care nu avea legătură cu arta, în special cu cea tradițională românească. Creșterea puternică a numărului studenților la arhitectură fără niciun talent artistic necesar pentru această carieră era, în opinia sa, o greșeală. În memoriile sale, el critica arhitecții moderni din anii 1920-1940 care, conform concepțiilor sale, neglijau bazele artistice ale profesiei de arhitect. De asemenea, el denunță proiectele în care numai factorul spațial era luat în considerare, favorizate de specula imobiliară generalizată, de corupția politicienilor și de traficul de influență, în special în București. Tot el sublinia și lipsa de igienă a caselor construite în perioada 1900-1950 în România, în timp ce în Franța, Austria sau Germania se înregistrau progrese notabile în acest aspect.
| “ | Nu mai vorbesc de averile făcute de unii politicieni, atât din vechiul regat cât și din provinciile alipite, care, unii din ei, și-au cumpărat moșii și au construit adevărate castele de un lux orbitor, cu parchet din lemn negru adus din India și ducând o trenă de viață de ncînchipuit, cum n-au visat vreodată. Din toate aceste bogății făcute peste noapte de acești sibariți naționali, au ieșit și acele mari blocuri din București, ca și din specula unor antreprenori care construiau ca să vândă după aceea apartamente la diferiți amatori din capitală și din provincie, un mijloc de plasament și acesta pentru mulți particulari care vroiau să-și asigure moneda nesigură în ceva sigur și rentabil. Construirea acestor blocuri fiind o simplă afacere comercială, nu putea da o arhitectură cum nici nu a dat. S-au speculat însă locurile dincolo de orice limită permisă — sub nasul și cu aprobarea urbaniștilor de la Primăria Capitalei, — coperindu-se cu clădiri, aproape în întregime, o adevărată nenorocire pentru higiena publică! | ” |

În 1938, la încheierea studiului său istoric despre arhitectura orașului Ploiești, Toma T. Socolescu scria:
| “ | Trăim azi o epocă confuză, când se pare că nimeni nu știe ce vrea și de aci acest haos de construcții zise moderne, rezultate ale unei epoci când știința, calculul ingineresc, cași superficialitatea cunoștințelor arhitectonice, au luat înaintea frumosului consacrat și cultivat în lungul șir de veacuri care ne preced, - standardizând totul și creând astfel opere de civilizație rece și greoaie, pe ruinele celor de cultura, pe care ni le-a dat tradiția și geniul acestui popor trăit în cultul frumosului. | ” |

### În Ploiești
Primar al orașului Ploiești imediat după războiul din 1916-1918, având în același timp și funcția de arhitect șef, el a trebuit să se descurce cu toate probleme grave de aprovizionare a orașului. În timpul scurtului său mandat de 4 luni, el a schimbat perspectiva orașului și a stabilit căile de dezvoltare și schimbare care vor da Ploieștiului o nouă dimensiune.
El este creatorul proiectului de lărgire a suprafeței intravilane, incluzând astfel rafinăriile aflate la periferie și, în acest mod, permițând orașului să beneficieze de taxele pe care acestea le plăteau. Bugetul s-a triplat și a putut ajunge la un nivel care a permis materializarea unor proiecte de infrastructură necesare unei mari localități, precum și serviciile publice necesare: „canalizarea, pavajele, întinderea rețelelor de apă și electricitate în tot orașul, introducerea gazelor pentru încălzit, ca și unele noi clădiri de școli, dispensare etc”.
Își arată talentele de urbanist planificând schimbări majore: el a decis să mute piața de carne și legume, care până atunci fusese situată în barăci în fața primăriei, într-o piață asfaltată în vechea hală, în fața actualului Halles. De asemenea, plănuia să revizuiască și să completeze planul de aliniere al lui Lindley, transformându-l într-un adevărat plan de sistematizare, precum și să creeze o a doua piață de cartier, cunoscută sub numele de Anton Măcelaru. De asemenea, schițează viitorul, cu planuri pentru construirea unei piețe moderne și a unei noi primării, deoarece cea actuală a devenit neîncăpătoare. De asemenea, el a cerut ca o parte din Moșia Bereasa sau Moșia Bereasa, în prezent cartierul Bereasca, care a rămas dintr-o expropriere deja efectuată, să îi să fie recuperat în vederea creării unui parc comunal într-o poziție dominantă și la cea mai apropiată barieră de centrul orașului. Primarii care i-au succedat nu au urmat această idee.
Mai târziu, în anii 1930, în calitate de arhitect, va realiza unul dintre elementele-cheie ale planului pe care îl elaborase cu 15 ani înainte, ca primar: construirea  Halei Centrale din Ploiești.
Aproape toate proiectele edilitare care nu au fost finalizate în timpul scurtului său mandat, s-au realizat în timpul succesorilor săi.
În timpul vieții sale a contribuit la îmbunătățirea orașului Ploiești, atât din punct de vedere al igienei, cât și în ceea ce privește planificarea urbanistică. Între 1932 și 1935, în colaborare cu arhitecții Ion Davidescu și Simion Vasilescu, a dezvoltat un nou plan de sistematizare a orașului. Acest plan avea ca scop mărirea ponderii spațiului verde, îmbunătățirea traficului auto și feroviar și, în general, dezvoltarea organizată a orașului. Planul prevedea modul de dezvoltare urbană și densitatea optimă a populației, spațiul alocat instituțiilor publice și culturale, școlilor și parcurilor. Detalia, de asemenea, regulile care defineau ceea ce azi se numește plan de dezvoltare urbanistică. Proiecte de sistematizare a întocmit, ajutat de fiul său, Toma Barbu Socolescu, și pentru localitățile Câmpina și Mizil din județul Prahova, în anii 1940. Aceste proiecte au fost aplicate până în 1945 când comuniști au preluat controlul administrației locale. De subliniat este faptul că acest plan nu avea nimic în comun cu demolările masive implementate de către comuniști în procesul numit „sistematizare”.

### În Păulești

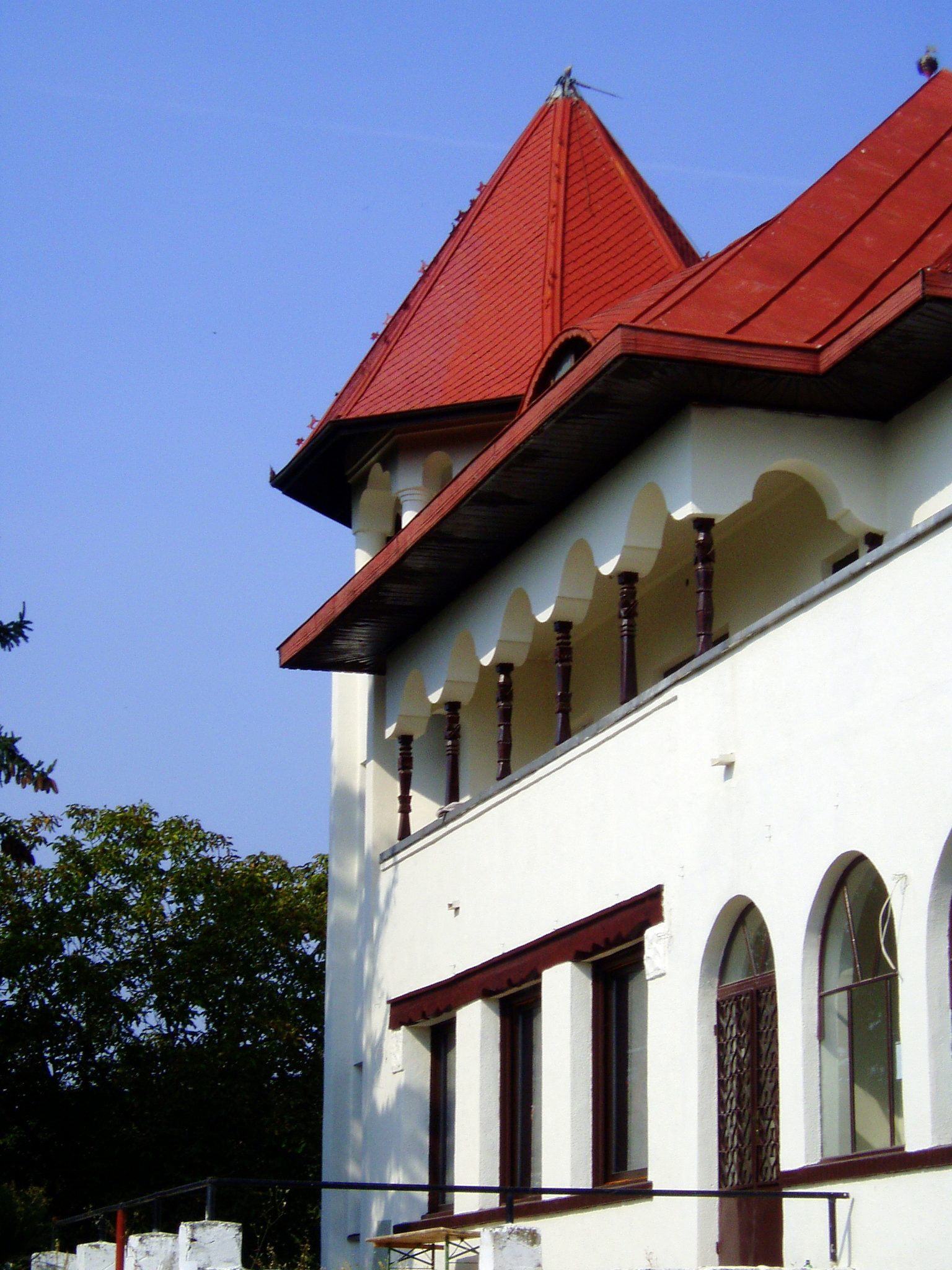
Conacul Duqué în Păulești.

S-a implicat, de asemenea, în viața comunei Păulești de când s-a stabilit în acea localitate, în 1927. A fost primar între februarie 1938 și ianuarie 1945, mandat întrerupt de către regimul național-legionar între noiembrie 1940 și februarie 1942. Al doilea mandat a fost încheiat de către comuniști în ianuarie 1945. În doar cinci ani și jumătate, el a construit aproape toate clădirile, podurile și monumentele publice, inclusiv primăria, școala primară, grajdul municipal și băile publice, precum și un monument din stejar sculptat al Trinității, montat pe un soclu împodobit cu un basorelief din bronz, în 1939. Trinitatea a fost deteriorată și degradată în perioada comunistă, când și-a pierdut soclul și a fost mutată la intrarea în cimitir. Toma T. Socolescu s-a implicat în amenajarea peisagistică a diferitelor spații, exemple în acest sens fiind parcul local numit Parcul cu castani, și în special un bulevard cu castani care traversează parcul și duce la cimitirul local. 
A sperat că poate fi amenajat și un parc de recreere alături de un heleșteu în această zonă, pentru a oferi ploieștenilor (Păulești este situat la numai 7 km de Ploiești) un vast spațiu verde. Acest proiect a fost demarat în jurul anului 1930 fără a fi finalizat până la izbucnirea celui de-al Doilea Război Mondial. A fost reluat în 1995, sub numele de Parc Pădurea Păulești. După multe dispute juridice între autorități și firma care construia facilitățile, proiectul a fost oprit și re-activat în iulie 2007. Lucrările au fost reluate în 2009. 
În 2007, în semn de recunoștință pentru efortul depus de arhitect, școala locală a fost redenumită Arhitect Toma T. Socolescu. La finalul lui mai 2011, într-o ceremonie solemnă s-a adus un omagiu arhitectului și a fost inaugurat bustul său, amplasat în curtea școlii.

## Lucrări culturale și artistice
Dorind să dezvolte viața culturală a orașului său, el a lansat numeroase inițiative care au îmbogățit Județul Prahova cu unele dintre primele sale muzee și instituții culturale. Susținut de personalități marcante din Ploiești și de Nicolae Iorga, a pus bazele primului muzeu de istorie, primei biblioteci publice precum și primului muzeu de arte frumoase.

### Muzeul regional al Prahovei

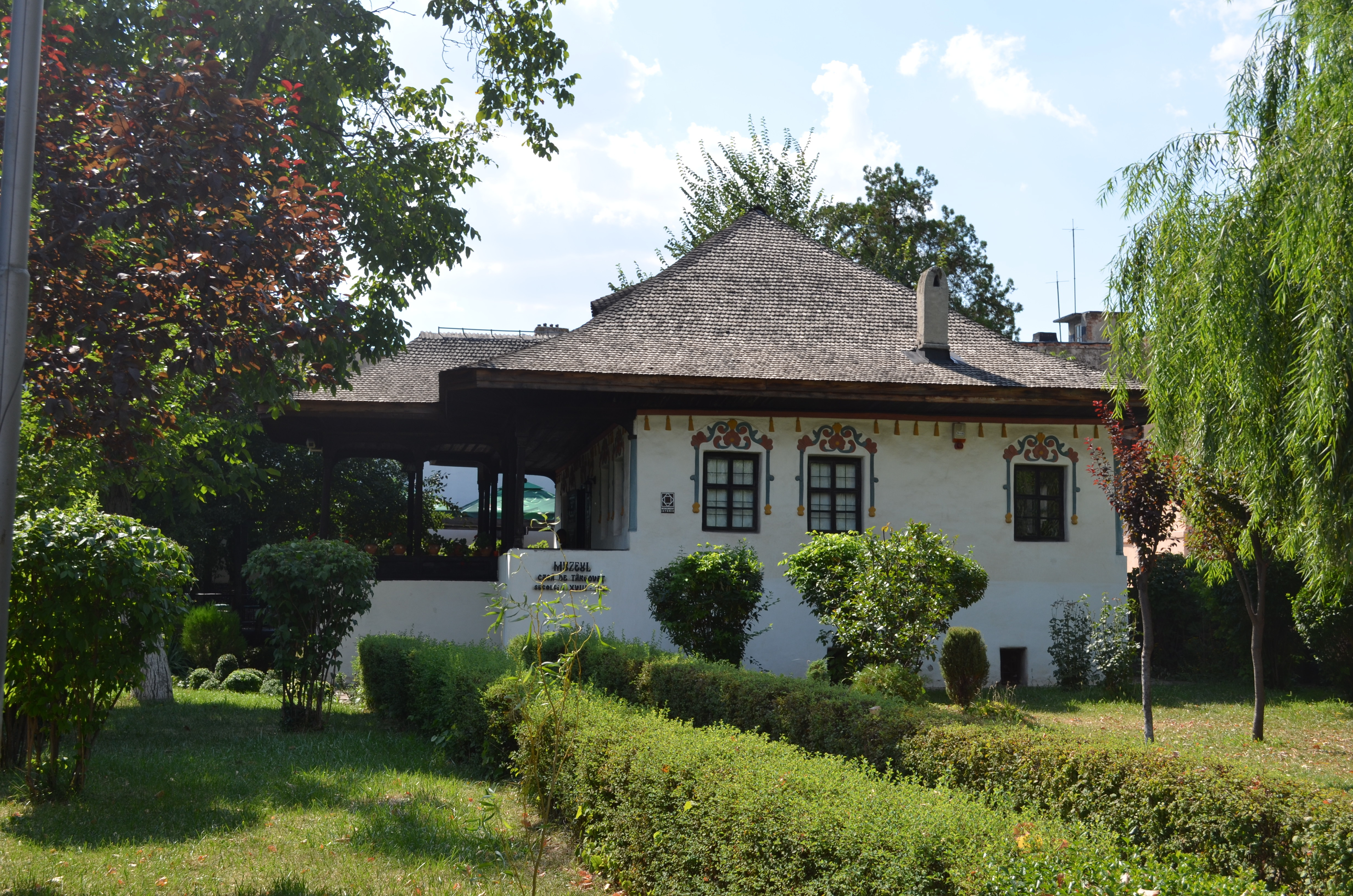
Casa negustorului Hagi Prodan.

În jurul lui 1914, ajutat de către Nicolae Iorga care a intervenit la Ion Duca, pe atunci ministru al instrucției, pentru salvarea de la distrugere a unei clădiri istorice datând din secolul al XVIII-lea și păstrată în forma sa originală: casa negustorului Hagi Prodan. În 1919, în timp ce ocupa funcția de arhitect-șef al orașului, a preluat inițiativa fondării unui mic muzeu regional de etnografie și artă religioasă al județului Prahova, în interiorul acestei case. Acest imobil a găzduit și primul muzeu al orașului denumit inițial muzeul județului sau muzeul Prahovei.
După lansarea unui apel public, a unei subscripții încununată cu succes, și beneficiind de ajutorul preoților și învățătorilor, el a adunat din tot județul numeroase piese valoroase de artă. Muzeul avea să fie dotat cu piese de mobilier, veștminte și icoane uitate prin podurile clădirilor din județ. Nicolae Iorga, la acea vreme Președinte al Comisiei Monumentelor Istorice, s-a implicat și a oferit multe alte piese cu valoare istorică. Mutate în subsolul clădirii Prefecturii din Ploiești în perioada 1940-1944, mobilierul și obiectele muzeului au fost în final pierdute sau furate în timpul perioadei comuniste. Au fost înlocuite cu alte obiecte colectate de către profesorul Nicolae Simache, care a beneficiat de ajutorul arhitectului. Denumit Muzeul Hagi Prodan începând cu 1953, muzeul a fost redenumit pe 18 iunie 2005: Casa de Târgoveț din Secolul al XVIII-lea - al XIX-lea.

### Universitatea Populară Nicolae Iorga
Colaborator în domeniile politic și cultural al lui Nicolae Iorga, arhitectul participă activ din 1920 la Cursurile de vară (denumite Universitatea Populară Nicolae Iorga), stabilite de către marele istoric român la Vălenii de Munte în 1911. Pe lângă întocmirea planurilor pentru sălile de curs, arhitectul a susținut în mod regulat conferințe, alături de numeroși profesori și nume importante ale vieții culturale și politice românești. Devenite celebre și căpătând o amploare din ce în ce mai mare, cursurile Universității de vară ale lui Iorga au atras mulți oameni politici de prim-plan și diferiți miniștri precum și Take Ionescu, Ion C. Inculeț sau Petre Andrei. Regele Ferdinand, Principele Carol și Regina Elisabeta a României au participat la conferințe susținute de către istoric. Pe 17 august 1938, Maria Tănase cântă la încheierea cursurilor de vară, unde istoricul o supranumește Pasărea măiastră .

### Biblioteca Populară Nicolae Iorga
Folosind parțial reușita unei subscripții publice, în 1920 a pus bazele instituției numite Biblioteca Populară Nicolae Iorga, instalată inițial instalat într-un etaj al aripii drepte a Palatului Băilor Municipale, O lucrare realizată de tatăl său Toma N. Socolescu. Fiind în fruntea Comitetului Executiv, a continuat să extindă patrimoniul bibliotecii, cu concursul mai multor donatori. Inaugurată pe 20 martie 1921, dispunea la acel moment de 1250 de volume. Până în 1937, a ajuns la peste 11.000 de cărți și aproximativ 3500 de publicații care puteau fi consultate în mod gratuit de cei 8000 de cititori înregistrați. Biblioteca a fost ulterior încorporată în Așezământul Cultural Nicolae Iorga, al cărui președinte a fost mulți ani arhitectul. Instituția a beneficiat de importante subvenții publice, încă din momentul înființării sale. De asemenea, arhitectul a donat bibliotecii 250 de volume din colecția sa. Biblioteca a fost mutată de mai multe ori în urma cutremurului din 1940 și apoi a războiului. În cele din urmă, și-a găsit locuința definitivă în 1956, în fostul Palat de Justiție, transformat de comuniști în Palatul Culturii.

### Muzeul de Arte Frumoase
În paralel cu dezvoltarea Bibliotecii Populare Nicolae Iorga, la parterul aceleiași clădiri, a înființat o pinacotecă prin colecționarea unor reproduceri de picturi din vestul Europei, precum și a unor acuarele sau picturi în ulei originale ale artiștilor români. În acest scop, el a fost ajutat de un grup de intelectuali din Ploiești printre care era și avocatul, colecționarul de artă, scriitorul și omul politic Ion Ionescu-Quintus, istoricul Dumitru Munteanu-Râmnic, precum și de către primarii succesivi ai orașului dintre care Ștefan Moțoiu, important comerciant local și primar al Ploiești între 1931 și 1932, care a adus o semnificativă contribuție financiară acestei inițiative.
În cadrul Așezământul Cultural Nicolae Iorga, creată în 1930 și prezidată de către arhitect, pinacoteca avea să devină Muzeul de Artă. A fost inaugurată de către arhitect în noiembrie 1931. Discursul de inaugurare este reprodus in extenso în Amintiri. În 1965 muzeul a fost mutat în clădirea actuală, Palatul Ghiță Ionescu, ce fusese până atunci sediul prefecturii județului.
În Arhitectura în Ploești, studiu istoric și Monografia orașului Ploești  apar fotografii, o listă a tuturor picturilor expuse, precum și lucrări remarcabile, aflate în 1938 în muzeu. Acestea din urmă se aflau în vechiul local al Băilor Municipale.
Unele acuarele și picturi în ulei semnate de Toma T. Socolescu și donate muzeului, există și în prezent, la fel ca și anumite lucrări ale pictorului Toma Gheorghe Tomescu, dar nu sunt expuse în sălile instituției.

### Expoziții și pictură
Toma T. Socolescu este și pictor, acuarelist și desenator. A realizat o serie de acuarele care au cunoscut un oarecare succes. Printre prietenii săi apropiați s-a numărat pictorul român Toma Gheorghe Tomescu din Vălenii de Munte în Prahova, pentru care a construit casa din același sat în 1926-1927. El a cumpărat multe dintre lucrările sale și le-a donat muzeului Prahovei.
Organizarea în primăvara lui 1916 a unei expoziții de proiecte de arhitectură, pictură în acuarelă și mobilă la Ateneul Român din București. Pictorul Toma Gheorghe Tomescu, prieten cu arhitectul își va expune și el picturile în ulei și acuarelă. Aproape toate tablourile expuse vor fi cumpărate. Arhitectul Spiridon Cegăneanu, unul din fondatorii stilului neo-românesc (alături de Ion Mincu), a scris un articol în ziarul Cronica, menționând și proiectele arhitectului. Aceasta a fost prima și singura expoziție a lui Toma Gheorghe Tomescu.

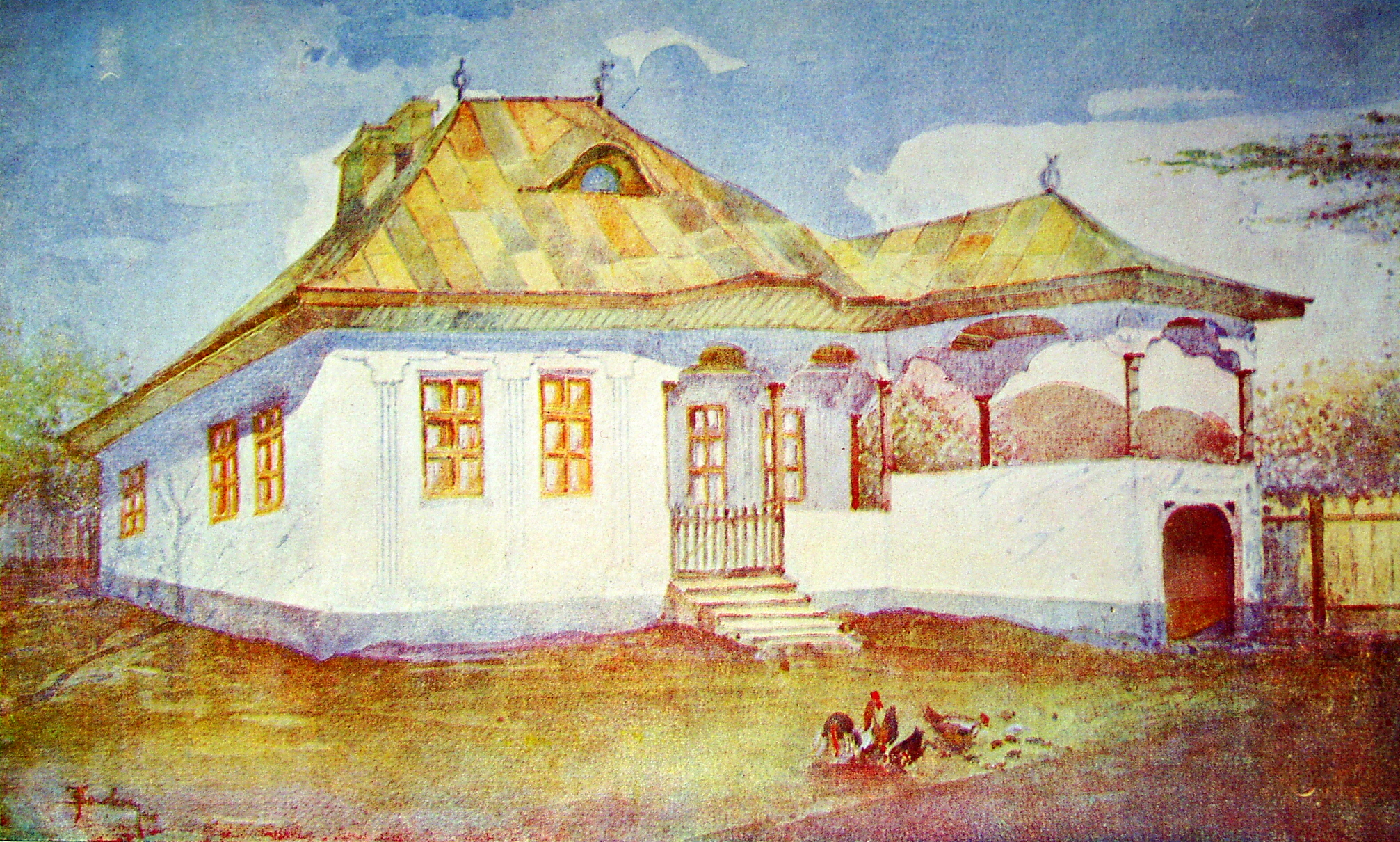
Acuarelă pictată de către Toma T. Socolescu apoi cedată, între anii 1920-1930, muzeului din Ploiești. Subiect: casa lui Petre Ion zis și Boiangiul, situată pe strada Ulierului din Ploiești.

## Arheologie și conservarea patrimoniului
Profesorul-arhitect și-a finalizat studiile în arhitectura civilă și religioasă printr-o specializare în arheologia românească. Și-a exprimat întotdeauna interesul pentru istoria arhitecturii și pentru conservarea patrimoniului arhitectural. Pe lângă restaurările unor biserici vechi, a lucrat de multe ori împreună cu Nicolae Iorga, Președintele Comisiunii Monumentelor Istorice după 1919, pentru protejarea unor clădiri cu o valoare istorică deosebită.
Cea mai importantă realizare a sa în Ploiești a fost renovarea, în jurul anului 1919, a casei căldărarului negustor Hagi Prodan din Ploiești, clădire ridicată în 1785. Imobilul este considerat tipic pentru locuințele negustorilor ploieșteni din secolul XVIII și începutul celui de-al XIX-lea. Clasată monument istoric, casa lui Hagi Prodan a adăpostit primul muzeu de istorie din orașul Ploiești, muzeu fondat de Toma T. Socolescu. După ce i-a fost schimbată denumirea și destinația, muzeul se numește acum Casa de târgoveț din secolul al XVIII-lea - al XIX-lea. Mobilierul și obiectele originale asamblate de arhitect în jurul anului 1919 au fost mutate la Iași în timpul celui de-al Doilea Război Mondial, apoi depozitate în subsolul Prefecturii Ploiești, înainte de a dispărea definitiv în anii 1950, distruse sau furate de comuniști. Singurele urme rămase sunt descrierile și fotografiile publicate în Arhitectura în Ploești, studiu istoric, paginile 87-90 și în Monografia orașului Ploești, paginile 813-816. 
A redescoperit și și efectuat în jurul anilor 1919-1920 unor reparații sumare ale unei mici și antici biserici în ruină , din Ploieștiori, comuna Blejoi. Datorită cercetărilor lui Ioan Constantin Filitti, biserica a fost datată în prima jumătate a secolului al XVIII-lea. El a recuperat icoane și alte obiect de cult religios pe care le-a depus la Muzeul județului Prahova. Instalat inițial în casa Hagi Prodan, Muzeul județului Prahova nu mai există sub această denumire. Locul în care se află aceste obiecte nu este cunoscut astazi. Ele puteau fi într-unul din muzeele care au fost unite în 1955 în cadrul unei singure instituții: Muzeul județean de Istorie și Arheologie Prahova, în subordinea căruia se află Casa Hagi Prodan. În 1929, Socolescu va merge cu Nicolae Iorga la acea biserică, cu această ocazie fiind descoperite vechile picturi murale din spatele tencuielii. Un articol pe această temă a fost scris de către Iorga în Buletinul Comisiei Monumentelor Istorice. Biserica, denumită Sfântu Visarion, este clasată monument istoric. În octombrie 2009, ruinele erau complet abandonate și în stare avansată de degradare. Pământul pe care se află a fost vândut în anii 1990 de către primar unui proprietar privat.
Cu toate acestea, în anul 2023, la inițiativa părintelui Gabriel, parohul bisericii ortodoxe Sfântul Dumitru de Ploieștiori, vechea biserică est in curs de reconstruire sub conducerea arhitectului Lorin Niculae, profesor la Universitatea de Arhitectură Ion Mincu, și datorită muncii studenților de la aceeași universitate.
| Relevee casei Hagi Prodan, de Toma T. Socolescu (BCMI, 1916). | Relevee casei Hagi Prodan, de Toma T. Socolescu (BCMI, 1916). | Relevee casei Hagi Prodan, de Toma T. Socolescu (BCMI, 1916). |
| Relevee casei Hagi Prodan (BCMI, 1916).                       |                                                               |                                                               |

Relevee și studii arheologice, probabil în anul 1925, ale casei Dobrescu din Ploiești, o casă tipică pentru comercianți de la începutul secolului XIX. Situată pe strada Kutuzov, numărul 1, casa a devenit muzeul Ion L. Caragiale pe 30 ianuarie 1962. Clădirea este clasată monument istoric.
În 1912, preotul Ene Dumitrescu, inițiatorul acestui proiect, a avut ideea de a-l angaja pe Toma T. Socolescu pentru întocmirea noii bisericiBiserica Sfântul Pantelimon, situată pe strada Democrației, la numărul 71, în Ploiești. Lucrarea a fost realizată într-o perioadă de 24 de ani, între 1912-1936, fapt datorat lipsei banilor. Numai picturile murale au costat un milion de lei la acea vreme, o sumă considerabilă, și au fost opera exclusivă a pictorului italian Umberto Marchetti, angajat de regele Carol I pentru a decora bisericile de pe moșiile Coroanei. Tâmplăria și mobilierul au fost proiectate de Socolescu, în special lambriurile din stejar masiv care se întind pe toată lungimea pereților. cutremurul din 1940 a provocat prăbușirea unei cupole, iar cel din 1977 a afectat pereții. Două renovări au avut loc în 1946 și în perioada 1977-1994, incluzând și restaurarea frescelor. Frescele neoclasice renascentiste originale au fost pierdute în timpul renovărilor efectuate între 1966 și 1967 de un alt pictor.
Tot în Ploiești, el renovează, restaurează și înfrumusețează exteriorul bisericii Sfântul Haralambie între 1931 și 1932. Biserica est situată pe strada Mărășești, la numărul 65. Dispunând de 3 turnuri de lemn, dintre care unul era mare, toate au fost distruse, împreună cu acoperișul, într-un incendiu în 1925.Arhitect a modificat în mod radical înfățișarea bisericii prin reconstruirea turlelor mici și adăugarea unui portic în stil brâncovenesc. Tot el a întărit structura plafonului cu ajutorul betonului armat.. Biserica a trecut prin noi consolidări și schimbări după cutremurul din 1940 și seismul din 1977. În 1979, preotul paroh a reconstruit turnul clopotniță, care fusese distrus de un incendiu în 1925. Totuși, această modificare a fost făcută fără aprobarea autorităților.
| Biserica Sfântul Pantelimon.          | Porticul bisericii Sfântul Haralambie - 1. | Porticul bisericii Sfântul Haralambie - 2. |
| Opere religioase de Toma T. Socolescu |                                            |                                            |

Biserica nouă Sfântul Dumitru din Ploeștiori sau Ploieștiori, comuna Blejoi, a fost refăcută tot de Toma T. Socolescu în jurul anilor 1937-1938 în suburbiile Ploieștiului, spre bariera Văleni, pe lângă rafinăria Vega. Biserica a suferit mai multe renovări și reconstrucții din vremea arhitectului. În timpul cutremurului din 10 noiembrie 1940, biserica a fost grav afectată, în special frescele și picturile. A fost lovită din nou, dar mai ușor, de bombardamentele din 1944 și reparată rapid. Frescele în stil bizantin ale pictorului Ion Dogărescu împodobesc toți pereții bisericii. 
Reconstruirea în jurul de 1937-1938 a bisericii din Ploieștiori sau Ploeștiori, aflată la marginea Ploieștiului, în apropierea Barierei Văleni, în zona rafinăriei Vega. Din perioada interbelică și până în prezent, biserica a trecut prin mai multe renovări. Avea deja o structură de beton înainte de 1977, când turnul a căzut la cutremur. Potrivit preotului paroh al bisericii la momentul septembrie 2009, biserica are o monografie realizată.
Între 1933 și 1938, a reconstruit parțial biserica Adormirea Maicii Domnului și a Sfinților Împărați Constantin și Elena din satul Măgula din comuna Tomșani, sub supravegherea Comisiei Monumentelor Istorice. Noua biserică a fost inaugurată în noiembrie 1938. Altarul și pridvorul bisericii sunt clasate drept monumente istorice.
Între 1953 și anul 1957, la departamentul monumentelor istorice (ICSOR), a lucrat la restaurarea mai multor situride la Mănăstirea de la Brebu (Prahova), castelul Huniazilor din Timișoara, biserica Sfinții Împărați Constantin și Elena din Târgoviște, bisericile din Ploieștiori , Herești-Ilfov și a altor biserici gotice din Transilvania.
O parte din cele două cercetări ale caselor Hagi Prodan și Dobrescu au fost publicate în prima lucrare de specialitate privind istoria arheologiei românești, scrisă de arhitectul Grigore Ionescu în 1937, cu o prefață de Nicolae Iorga.

## Moștenirea

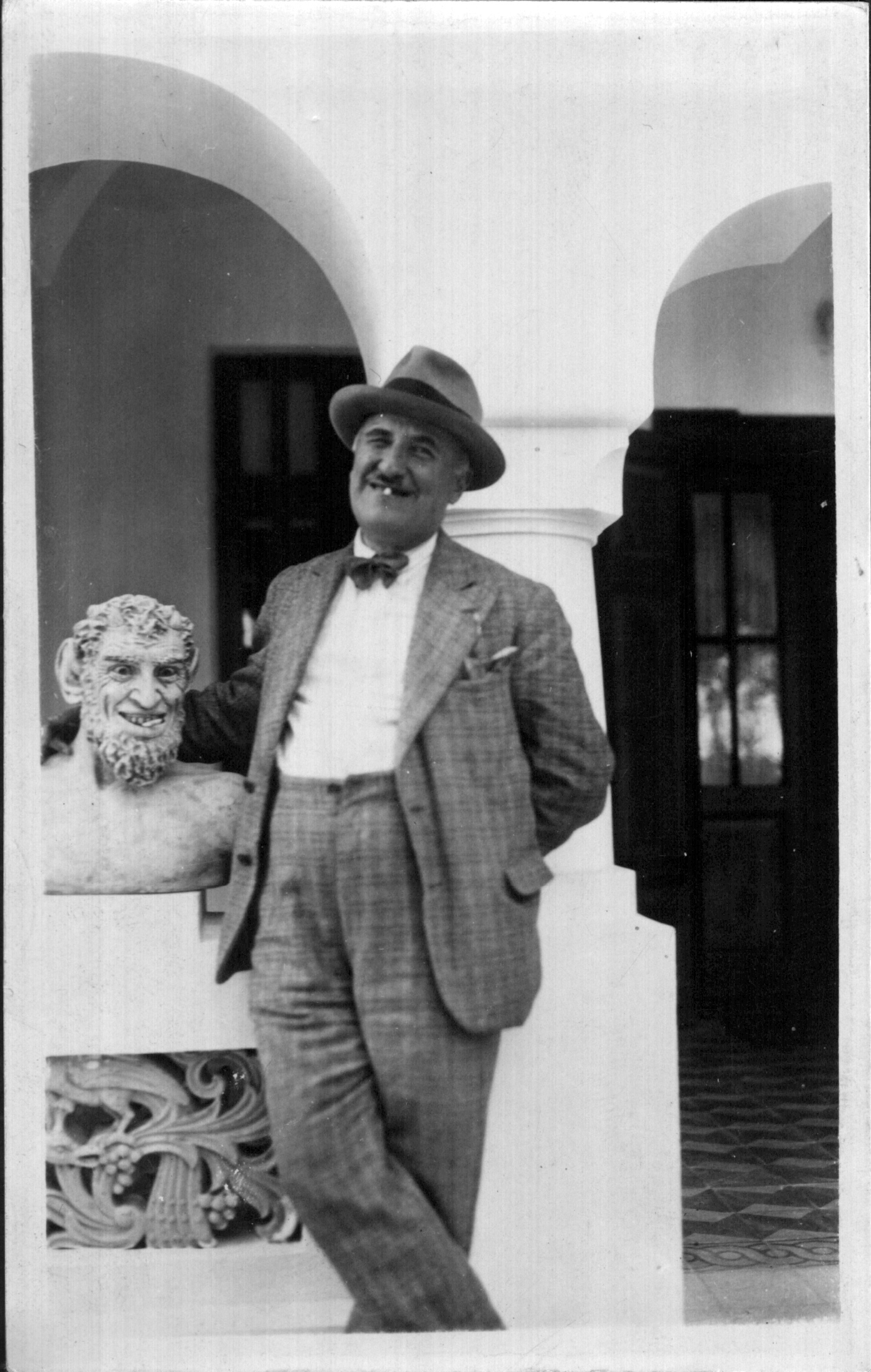
Prietenul său, Ion Ionescu-Quintus, la conacul din Păulești, în jurul lui 1930.

Opera lui Toma T. Socolescu este studiată la Universitatea de Arhitectură și Urbanism Ion Mincu, iar el este considerat a fi un punct de referință în arhitectura din România. Toma T. Socolescu face parte din galeria oamenilor care au dat României și în special ale județului Prahova, modernismul structurii sale urbane și a unei frumuseți care a fost remarcată până la finalul perioadei interbelice.
Există un liceu tehnic industrial la Ploiești care îi poartă numele tatălui său (Liceul Toma N. Socolescu) și un colegiu tehnic de arhitectură și lucrări publice la București cu numele unchiului său (Colegiul Ion N. Socolescu), ca de altfel și o stradă în Ploiești cu numele tatălui său (Toma Socolescu).
Profesorul-arhitect a ieșit din uitare în octombrie 2010, când au fost organizate comemorări la Ploiești și Păulești pentru a marca 50 de ani de la moartea sa. În plus, diverse manifestări au fost organizate în perioada 2009-2011, printre care și inaugurarea unui bust în fața Halelor Centrale în 14 ianuarie 2011, atribuirea numelui arhitectului parcului situat în fața Halelor Centrale, precum și atribuirea post-mortem a titlului de Cetățean de Onoare al Orașului Ploiești, pe 29 septembrie 2010.
O parte din operele arhitectonice ale lui Toma T. Socolescu au fost distruse parțial de către bombardamentele anglo-americane din 1943-1944, în special în Ploiești, dar mai ales de către regimul comunist și în special de Nicolae Ceaușescu care a urmărit ștergerea tuturor urmelor sufletului și a arhitecturii românești prin procesul de sistematizare. Asemenea multor proprietăți și obiecte de valoare confiscate de către statul român în perioada totalitară comunistă, doar o parte din proprietățile sale au fost parțial restituite, după mulți ani de luptă împotriva statului și a autorităților locale, aflate într-o stare de semi-ruină sau degradare avansată, într-un cadru legal incomplet care nu garantează o restituire corectă și onestă a bunurilor jefuite. Trebuie adăugat că situația românească este unică prin faptul că o lege adoptată de Ion Iliescu în 1995 (Legea 112/1995), după căderea comunismului, a permis chiriașilor proprietăților naționalizate să răscumpere apartamentele sau casele pe care le ocupau la un preț scăzut, ceea ce a făcut extrem de dificilă, dacă nu imposibilă, restituirea proprietăților în natură adevăraților proprietari., precum conacul Socolescu din Păulești, sau imobilul Toma T. Socolescu din Ploiești, complet desfigurat de reconstrucția rusească efectuată la începutul anilor 1950.
Conacul său din Păulești a fost naționalizat la 21 februarie 1952 de comuniști, iar Toma T. a fost expulzat la scurt timp după aceea, refugiindu-se pentru o vreme la mănăstirea Suzana (comuna Măneciu), unde și-a scris cea mai mare parte a memoriilor. După ce a fost folosit ca cazarmă, clinică veterinară, oficiu poștal și școală, precum și ca magazin de cizmărie la etaj, clădirea a fost returnată în anii 1990 într-o stare deplorabilă și cu un teren adiacent mult redus în raport cu suprafața confiscată. Casa sa din Păulești a fost complet jefuită de toate instalațiile, decorațiunile, ornamentele și vasele pe care le avea înainte de confiscarea. Numeroasele clădiri ridicate după căderea comunismului, inclusiv o cooperativă, au amputat patru cincimi din suprafața terenului. Casa din Păulești a fost înscrisă pe lista monumentelor istorice după 45 de ani de abandon și neglijență din partea statului. Grădinile ornamentale care se întindeau pe mai multe hectare, inițiativă originală în acea epocă, creație a lui Toma T., au dispărut în totalitate. Construită de către un alt arhitect, fără nici o legătură cu stilul Socolescu, și lipsită de terenurile sale, care erau atunci împărțite între vii, pomi fructiferi și o grădină ornamentală, toate acestea astăzi dispărute, și-a pierdut esența frumuseții sale și armonia inițială. Conacul nu mai este în posesia familiei Socolescu din august 2010.

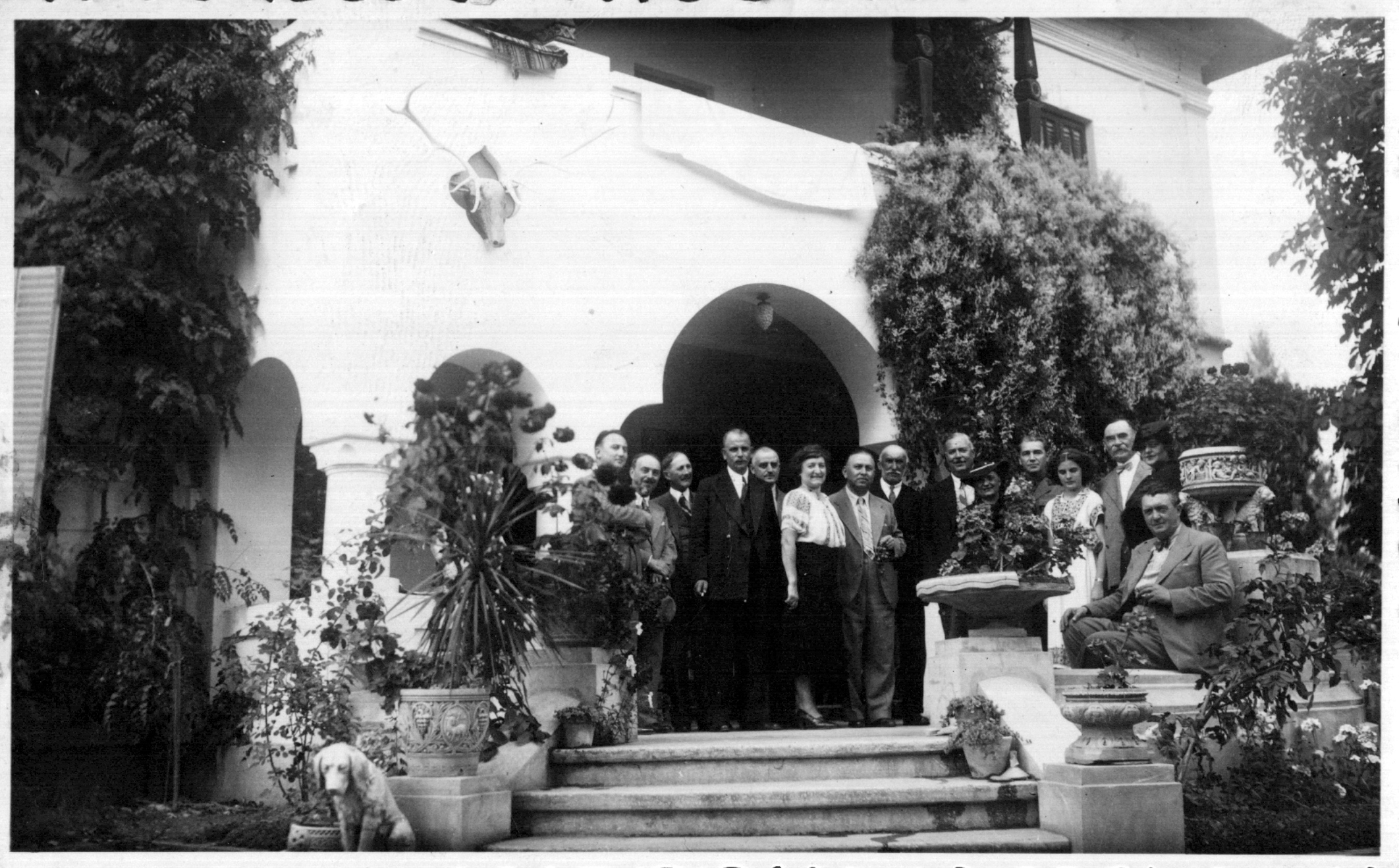
Alături de familie și de prieteni la conacul din Păulești în 1937.

Casa sa din Ploiești, după ce a suferit puternice distrugeri la bombardamentele anglo-americane din 1944, a fost naționalizată în 1950 și desfigurată de către o reabilitare care nu a ținut cont de stilul original de construcție. A fost restituit parțial, și într-o stare avansată de degradare, familiei în 2006.
Cele mai multe din proiectele și clădirile reușite din Ploiești, inclusiv unele construite de către Toma T. Socolescu, tatăl sau Toma N. Socolescu sau de către unchiul Ion N. Socolescu, au fost distruse de către regimul comunist, sub pretextul avariilor înregistrate la cutremurul din 1940 și mai ales la seismul din 1977. Desfigurat din cauza politicii de tabula rasa, orașul a păstrat numai o mică parte din patrimoniul său arhitectural și istoric. 
Din 1949, Toma T. Socolescu și-a dedicat o parte din timpul său redactării memoriilor sale. Prima parte a memoriilor sale, "Amintiri", acoperă perioada de la naștere până în 1924. Această primă parte este singura pe care arhitectul a reușit să o termine vreodată. Ea își descrie tinerețea, formarea ca arhitect și contextul în care lucrau arhitecții din acea vreme, fără a uita notele din călătoria sa în Transilvania. Aceasta a fost perioada în care arta neoromânească a inceput să se structurează. În al doilea capitol, el povestește călătoriile sale în Italia, Constantinopol, Viena și Budapesta. O altă lucrare, mult mai importantă, "Fresca arhitecților care au lucrat în România în epoca modernă de la 1800 la 1925" a fost finalizată în 1955 și publicată în 2004, și a devenit lucrarea de referință standard privind arhitectura din această perioadă. Cele două cărți Amintiri și Fresca Arhitecților care au lucrat în România în epoca modernă 1800-1925 au fost în sfârșit publicate datorită inițiativei familiei sale în 2004. În sfîrșit, a scris o monografie ilustrată despre Ion Mincu: Monografia Ioan Mincu, Profesor Arhitect 1851-1912 circa 1953-1956. Un exemplar al monografiei complete a fost donat de arhitect în 1958 Universității de Arhitectură și Urbanism Ion Mincu.
Prima pagină a unei broșuri scrisă de Toma T. Socolescu în limba franceză în 1941: Vers une architecture roumaine moderne sau în limbă romană: Către o arhitectură română modernă, traducerea articolului Principii și îndreptări către o arhitectură românească modernă scris în revista Arhitectura în același an, include un rezumat scris doar pentru eseul său publicat în buletinul Școlii Politehnice din București, care sintetizează crezul arhitectului:
| La puissance créatrice de notre peuple est complètement prouvée par son bel art populaire plusieurs fois millénaire ainsi que par l'architecture plus récente de nos églises, habitations princières et voïvodales. La Création étant le but suprême d'un peuple, c'est par notre apport personnel que nous justifierons notre existence de demain. En architecture, il ne faut pas à tout prix rechercher le nouveau et nous garder des formules sacro-saintes, comme par exemple : il faut être de son temps. L'architecte ne peut rester en arrière, il a au contraire pour mission d'entraîner ses contemporains dans sa marche vers le progrès. L'architecture ne peut être internationale, elle doit être conservatrice et suivre évolutivement la chaine des traditions d'un peuple. La construction et la décoration, formant l'une le squelette, l'autre l'enveloppe, doivent se compléter et satisfaire aux deux exigences impérieuses : la logique et le sentiment. Un grand penseur européen H. Keyserling, croit que notre peuple est appelé à ressusciter l'art byzantin, qui est à la base de notre Église et de notre architecture et que par une reprise de nos traditions d'art, de l'esprit duquel a jailli l'art de notre passé, nous devons diriger nos pas vers une renaissance moderne de nos arts plastiques.» |

Toma T. Socolescu a murit la 14 octombrie 1960, la București, la domiciliul fiului său Toma Barbu Socolescu, lăsând neterminată partea a doua a memoriilor (perioada de după 1924). Este înmormântat în cavou familiei Socolescu de la Cimitirul Bellu din București.

## Realizări arhitecturale importante

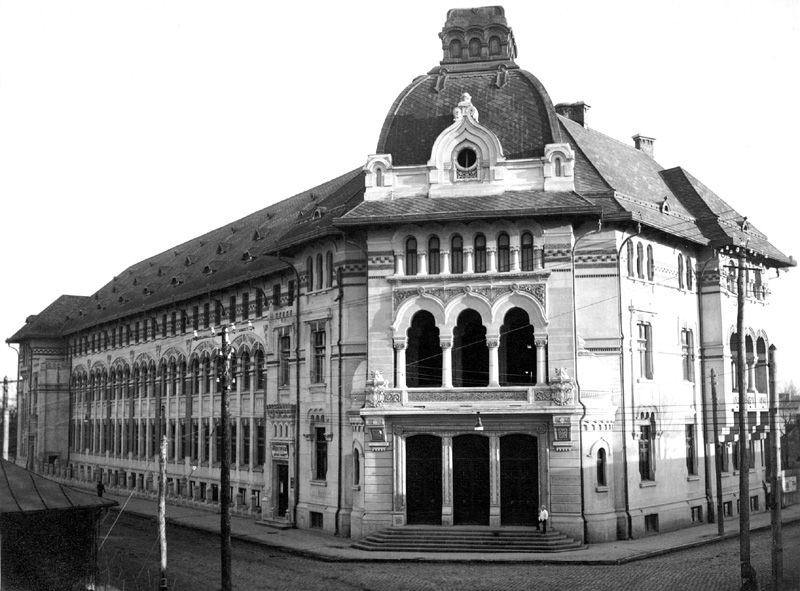
Palatul Școalelor Comerciale, în jurul anului 1938.

### La Ploiești
- Palatul Școalelor Comerciale, pe fosta Calea Oilor, devenită actualmente strada Gheorghe Doja. Imobilul se găsește la numărul 98[e 57]. Clădirea a fost realizată între 1924 - 1938[e 58] prin eforturile președinților succesivi ai Camerei de Comerț din Ploiești[a 22][c 32]. A fost inaugurat în 1938 în prezența regelui Carol al II-lea. Din 1938, a reunit toate școlile comerciale pentru băieți sub denumirea de Liceul Comercial Spiru Haret[77], încetându-și activitatea de educație comercială o dată cu venirea la putere a comuniștilor, în 1948[f 5]. Clădirea nu a avut de suferit de pe urma cutremurului din 1940 și nici de pe urma bombardamentelor aeriene care au avut loc în Ploiești în perioada 1943-1944. Toma T. Socolescu a fost membru al comitetului de apărare pasivă a orașului și a insistat ca pe acoperișul clădirii să fie pictate două cruci roșii înscrise în cercuri de 30 m[e 59]. În prezent, localul este folosit de către Colegiul Național Ion Luca Caragiale[78]. Este declarată Monument istoric[47].

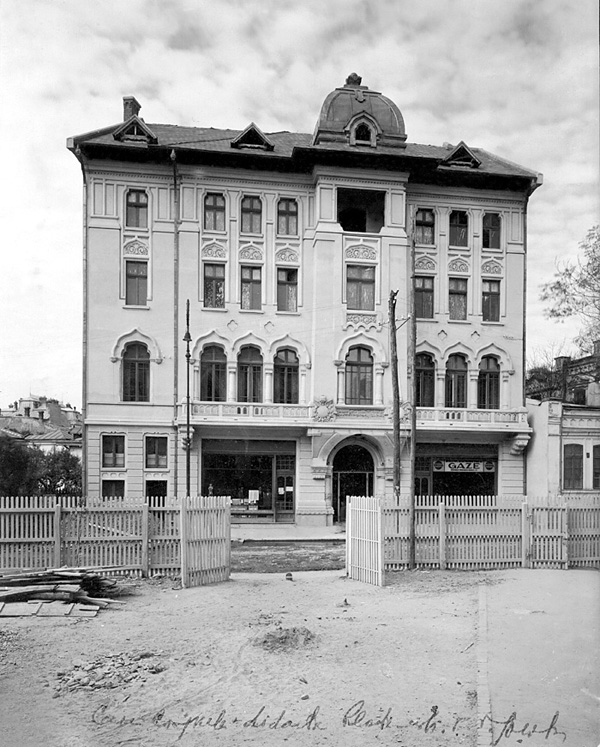
Vechea Casă a Corpului Didactic Primar din Ploiești, în jurul anului 1930.

- Casa Corpului Didactic Primar sau Căminul învățătorilor prahoveni. Clădirea se află pe strada Ștefan cel Mare, la numărul 8. Construcția sa a început în 1925 și a fost cel mai probabil finalizată în 1931[79]. Clădirea a fost inaugurată la 2 octombrie 1932, în prezența lui Dimitrie Gusti, ministrul Instrucțiunii Publice, Cultelor și Artelor, și a numeroase personalități locale[e 60]. Deși conservat, a fost afectat de cutremurele din 1940 și 1977[f 6]. Având toate dotările necesare pentru a găzdui profesori și familiile acestora, imobilul cuprindea de asemenea și o sală de cinema, o librărie și o tipografie în subsol[a 23][c 33]. Nu mai este localul corpului didactic de mult timp. Naționalizată[17] de către regimul comunist în 1948 (cinematograful Roxi) și în 1962 (restul clădirii), a fost recuperată de Liga Sindicatelor Libere din Învățământ Prahova[80] într-o stare generală deplorabilă, în care aproape totul fusese distrus, smuls sau vandalizat, sub responsabilitatea orașului Ploiești, responsabil cu bunurile confiscate naționalizate între 1962 și 1989[81]. Vândut de mai multe ori de atunci, acesta a fost supus unei renovări majore începând cu vara anului 2010, cu perioade lungi de abandonare[82]. Clădirea este clasată drept monument istoric[47].
- Halele Centrale, o realizare capitală[a 24][c 34][e 61], care și-a pus amprenta asupra orașului. Contractul pentru construcția unor hale a fost semnat între arhitect și primărie în 1912 pe baza unei decizii a consiliului municipal din 9 noiembrie 1912, prezidat de către primarul Scarlat Orăscu[e 62]. Realizarea acestui proiect a fost însă foarte aproape de eșec, din cauza unei schimbări făcută de primarul Ion Georgescu Obrocea care, în 1929, a acordat în mod abuziv unei alte companii responsabilitatea de a întocmi planurile și construcția, în ciuda faptului că exista deja un contract semnat între arhitect și primărie, încă din 1913 (în mandatul lui Scarlat Orăscu). Toma T. Socolescu a depășit acest impediment, beneficiind și de serviciile prietenului său, avocatul Grigore Ivănceanu[83][b 43][e 63]. După un pre-proiect prezentat consiliului municipal în 1913, Proiectul nu începe oficial până în 1929[e 64], iar lucrările efective pornesc în iunie 1930, lucrările începând în iunie 1930 și finalizându-se la sfârșitul anului 1935[c 35]. Construcția, din beton armat, s-a bazat pe cele mai moderne principii de igienă și logistică, făcând la acea vreme un larg ecou în Europa. Proiectul a fost expus la Salonul de Arhitectură București în 1930[24] și 1933. Arhitectul efectuase o călătorie de studiu în Europa la Viena și Budapesta, în iarna lui 1913[b 44], înainte de realizarea proiectului, precum și alte trei în timpul execuției, una la preluarea contractului în 1929, apoi încă două în timpul executării acestuia[c 36]. A studiat cu precădere halele din Geneza și Basel (Elveția) și cele din Stuttgart, Frankfurt pe Main, Leipzig, München și Breslau (Germania). Și-a completat studiul prin vizitarea zonelor alimentare din halele din Berlin, a halelor din Reims, Dieppe și Lyon din Franța, a halei de fructe din Milano (Italia) și, nu în ultimul rând, a halelor din Budapesta (Ungaria). În articolul scris pentru revista franceză La Construction moderne, în septembrie 1936, Toma T. Socolescu oferă detalii despre proiect, despre scopul său și despre facilitățile pe care le va avea ansamblul. Halele din Ploiești au devenit un simbol al orașului. Parțial afectate de bombardamentele anglo-americane din 1943-1944, Halele Centrale au fost reconsolidate în anii 1980. Arhitectura sa originală, modernă pentru anii 1930, urmărind frumusețea și armonia formelor, a fost remarcată în întreaga Europă. Ansamblul construcției este clasat monument istoric[47]. În 27 februarie 1936, arhitectul a depus un proiect de construire a unei hale de vânzare en-gros, proiect care nu va mai fi niciodată realizat[e 65][g 1].

| Halele Centrale. | Halele Centrale. | Halele Centrale. | Halele Centrale. |
| Halele Centrale. |                  |                  |                  |

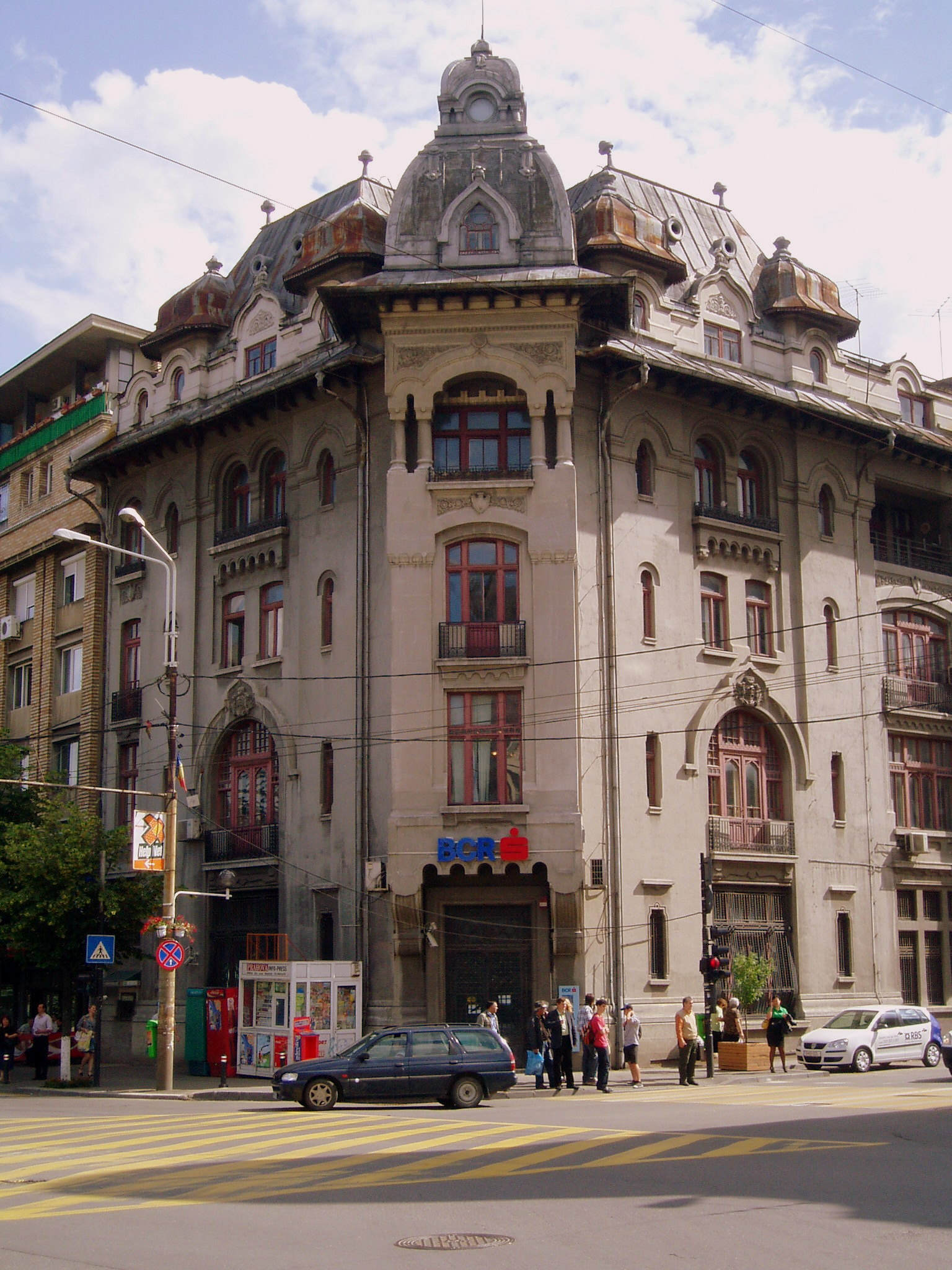
Fostul Creditul Prahovei.

- Creditul Prahovei la intersecția bulevardului Republicii și a străzii Take Ionescu, peste drum de ceea ce era piața centrală a orașului: Piața Unirii[84]. Devenită mai târziu Banca Românească[e 28], clădirea găzduiește după anii 1990, până la sfârșitul anilor 2010, o sucursală a Băncii Comercială Română sau BCR, în prezent[48] este neocupată. Lucrarea a fost proiectată în 1923, finalizată probabil în 1926 și inaugurat la 1 ianuarie 1927. Fotografii și planurile imobilului au fost publicate în revista Arhitectura în 1926[d 8]. Imobilul este clasat monument istoric[47].
- Catedrala Sfântul Ioan Botezătorul. În 1912, arhitectul lucra la vechea biserică Sfântul Ioan Botezătorul. Conform planurilor sale, cupola principală a fost înălțată cu 5 metri[c 37]. Structura este compusă din cadre din beton armat cu pereți și turnulețe construite din zidărie de cărămidă. Proiectul de rezistență și realizarea monumentului au fost realizate de inginerul Emil Prager.

Lucrarea a fost realizată între 1923 și 1939, catedrala având rolul de a cinsti memoria eroilor prahoveni morți în Primul Război Mondial, înscriindu-se totodată în elanul național-religios specific vremii. Turnul clopotniță este clasat monument istoric. Doar turnul clopotniță (60 de metri înălțime) și prima parte a construcției au fost finalizate, izbucnirea celui de-al Doilea Război Mondial stopând execuția. Proiectul unei catedrale monumentale care să înlocuiască vechea biserică a rămas până de curând la stadiul de idee. Pornind de la planurile originale ale lui Toma T. Socolescu, lucrările au reînceput în 2008. 
Fațada este unică pentru acele vremuri, având două statui monumentale, sculptate de Emil Wilhelm Becker, străjuind intrarea, precum și o decorațiune interioară deosebită. Ante-proiectul și planurile propriu-zise au fost publicate în paginile revistei Arhitectura în 1924 și 1925. În 1960, comuniștii au decis să rupă armonia locului și să-i reducă vizibilitatea ascunzând complet perspectiva clopotniței. Construcția unui bloc masiv de 7 etaje gri și fără stil este realizată având în vedere acest obiectiv.
| Catedrala Sfântul Ioan Botezătorul.            | Intrarea monumentală a Catedralei Sfântul Ioan Botezătorul. | Liceul de băieți din Câmpina. | Fațadă a Liceului de băieți din Câmpina. |
| Lucrări remarcabile ale lui Toma T. Socolescu. |                                                             |                               |                                          |

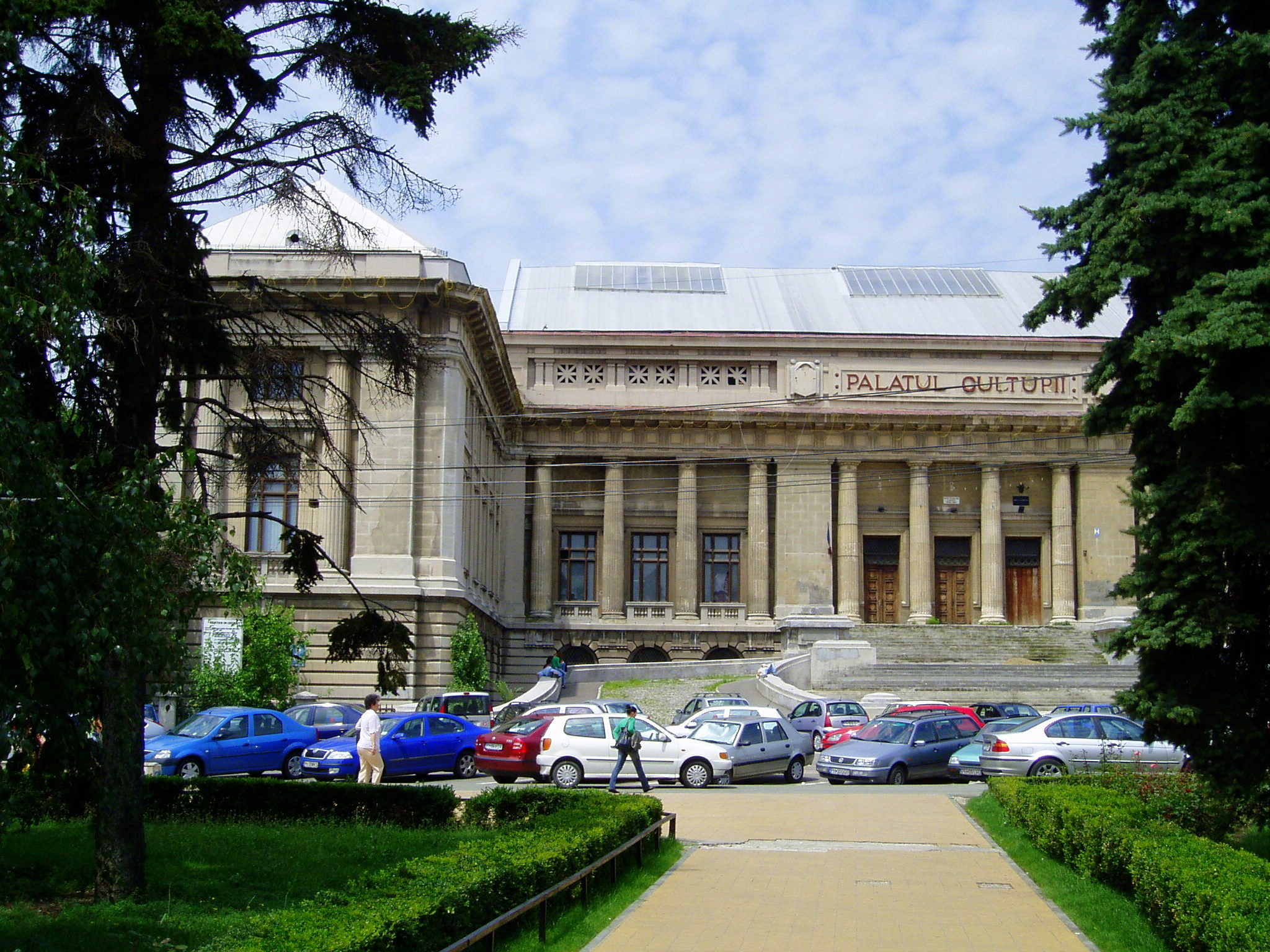
Palatul de Justiție, devenit Palatul Culturii.

- Palatul de Justiție, devenit Palatul Culturii. Palatul de Justiție, în colaborare cu arhitectul francez Ernest Doneaud. Elaborarea primului proiect și începerea lucrărilor au avut loc înaintea Primului război[a 22][c 32], sub mandatul prefectului Luca Elefterescu. Toma T. Socolescu era numit arhitect - diriginte de șantier, responsabil de întreg proiectul din 1923 și până la finalizarea sa în 1932[e 68]. Palatul a fost inaugurat pe 26 noiembrie 1933, în prezența regelui Carol al II-lea. Acest edificiu a devenit Palatul Culturii în 1953, păstrând în interiorul său numai curtea de apel. Afectată și deteriorată de către bombardamentele anglo-americane din 1943-1944 și de către cutremurul din 1977, a fost consolidată în anii 1980. Restaurarea și consolidarea sa au durat mai mulți ani (inițiat în 2006), lucrările nefiind încă finalizate[48][f 7]. Proiectul a fost publicat în revista Arhitectura în 1924[d 13], palatul fiind clasat monument istoric[47].

### În județul Prahova
Liceul de băieți din Câmpina, situat pe Calea Doftanei, la numărul 4. Planurile au fost realizate în 1926, fiind aprobate de către Ministerul Educației în același an. Partea centrală dinspre Calea Doftanei a fost construită între 1928 și 1929. A doua aripă, cu vedere la strada Mihai Eminescu, la fel ca și scala din marmură de Cararra, ornamentele interioare din marmură, ușile interioare de stejar sculptate din holul central și cele din fier forjat de la intrare au fost realizate între 1932 și 1942. Avariată de către  cutremurul din 1940, graf afectată de bombardamentele anglo-americane din 1944 (aripa dinspre strada Mihai Eminescu și sala de gimnastică au fost distruse), clădirea a fost rapid repusă parțial în funcțiune. Aripa distrusă a fost reconstruită în 1957-1958. Dar cutremurul din 4 martie 1977 a făcut clădirea inutilizabilă, fiind nevoie de o reconstrucție pe o nouă structură de beton armat. În ciuda acestor lucrări de anvergură, clădirea nu și-a pierdut nici stilul și nici armonia arhitecturală. În prezent, în imobil funcționează Colegiul Național Nicolae Grigorescu, a cărui veche denumire era Liceul Dimitrie Barbu Stirbey în 1930.

## Alte lucrări realizate (lista neexhaustiva)

### În Ploiești

#### Case, vile și imobile de raport
- Vila farmacistului N. Hogaș, fratele scriitorului Calistrat Hogaș, strada Gh. Lazăr. În timpul construcției[e 71], arhitectul a lăsat plafonul nefinalizat pentru a-i permite pictorului Toma Gheorghe Tomescu să realizeze o frescă[a 26][c 40]. Construită în jurul anului 1907, ea a fost distrusă de bombardamentele anglo-americane din 1943-1944[b 6]. A fost prima lucrare executată de Toma T. Socolescu.
- Casa Pasapeanu[b 45][e 71], o casă de dimensiuni reduse, construită pentru un funcționar al Poștei, strada I. Romanescu, construită în jurul anului 1908. Strada se numește în prezent[48] Barbu Delavrancea[f 8].
- Casa învățătorului Aldescu[b 45][e 71] strada Vlad Țepeș, la numărul 31[86], ridicată în jurul anulilor 1908-1909. Acesta este întotdeauna vizibil[48][g 2].
- Casa preotului Zotu pe Calea București (actuala Democrației), în apropierea Gării de sud, construită în jurul anulilor 1908-1909[e 72][b 33]. A fost expropriată și apoi distrusă de comuniști pentru a se face loc Uzinei 1 Mai.
- Imobilul de raport al fraților Alessiu[a 27][c 41], construit probabil în 1910, în partea sudică a străzii Lipscani, demolat de către comuniști. Strada Lipscani era una din cele mai vechi și mai importante străzi ale Ploieștilor, având o formă ușor curbată, legând centrul orașului cu oborul, iar din perioada interbelică, cu Tribunalul. Această arteră a dispărut în două etape: partea de nord a dispărut între 1968-1969 pentru a face loc palatului administrativ, iar cealaltă jumătate a fost demolată după cutremurul din 1977[f 9].
- Casa rezidențială Orăscu, de pe Bulevardul Independenței la numărul 18[a 28][c 42]. Scarlat Orăscu a fost unul dintre cei mai importanți primari ai orașului, mandatul său cuprinzând perioada 1911-1914, având de două ori și demnitatea de senator[c 43]. Construit construit în jurul anilor 1911-1913[b 46][e 73] în stilul francez Art Nouveau, la modă în epocă în Franța. Interiorul este unul luxos. Casa a fost confiscată de comuniști, fiind apoi transformată în cantină populară[b 47] care a devenit ulterior sediul unei policlinici pentru copii, încă în funcțiune în 2024. Este clasată monument istoric[47].

| Casa Scarlat Orăscu.                             | Casa Scarlat Orăscu. | Vila Dr. L. Fridman. |
| Casele lui Scarlat Orăscu și ale Dr. L. Fridman. |                      |                      |

- Imobilul de raport G. Gogălniceanu sau Hora țărănească, Piața Unirii, a fost făcută de Ion N. Socolescu și Toma T. Socolescu[a 29][c 44]între 1914 și 1916[e 74]. Victimă a bombardamentelor anglo-americane din 1944, ruinele sale au dispărut în timpul sistematizării din 1958[f 10]. Piața Unirii a dispărut, de asemenea, din peisajul urban al orașului în urma remodelării complete efectuate de comuniști[68]. Numele său nu a fost nici măcar reutilizat, în ciuda faptului că a fost piața principală a orașului și inima sa comercială, alături de Strada Lipscani, care și a fost, complet ștearsă[f 11]. Nu departe de piața veche se află o stradă mică și lipsită de viață, strada Unirii, ascunsă în spatele blocului enorm în cel mai pur stil sovietic, numit de comuniști Palatul Administrativ și construit după 1965[87]. De la această profundă răsturnare urbană, Ploieștiul nu a mai avut cu adevărat un centru. La căderea comunismului, structura urbană impusă de dictatura comunistă nu a rezistat realităților, iar orașul nu a reușit nici să se transforme, nici să creeze și să dinamizeze un centru autentic. În iunie 2025, spațiul urban care constituia odinioară Piața Unirii este gri, degradat, slab animat și abandonat imediat după lăsarea serii. Comerțul se limitează la fast food-uri (un McDonald’s, vreo zece shaormerii sau puncte de vânzare „la pachet” de tip patiserie), o mulțime de birouri ale partidelor politice, goale, frecventate foarte rar și care consumă un spațiu considerabil, două farmacii, trei magazine de telefonie mobilă, un club cu dans la bară, precum și săli de jocuri pentru adulți care au proliferat în ultimii zece ani. Câteva alte afaceri — două-trei cafenele și o librărie prăfuită — supraviețuiesc într-un cartier frecventat de prea mulți cerșetori și practic pustiu începând de sâmbătă la prânz.[88].

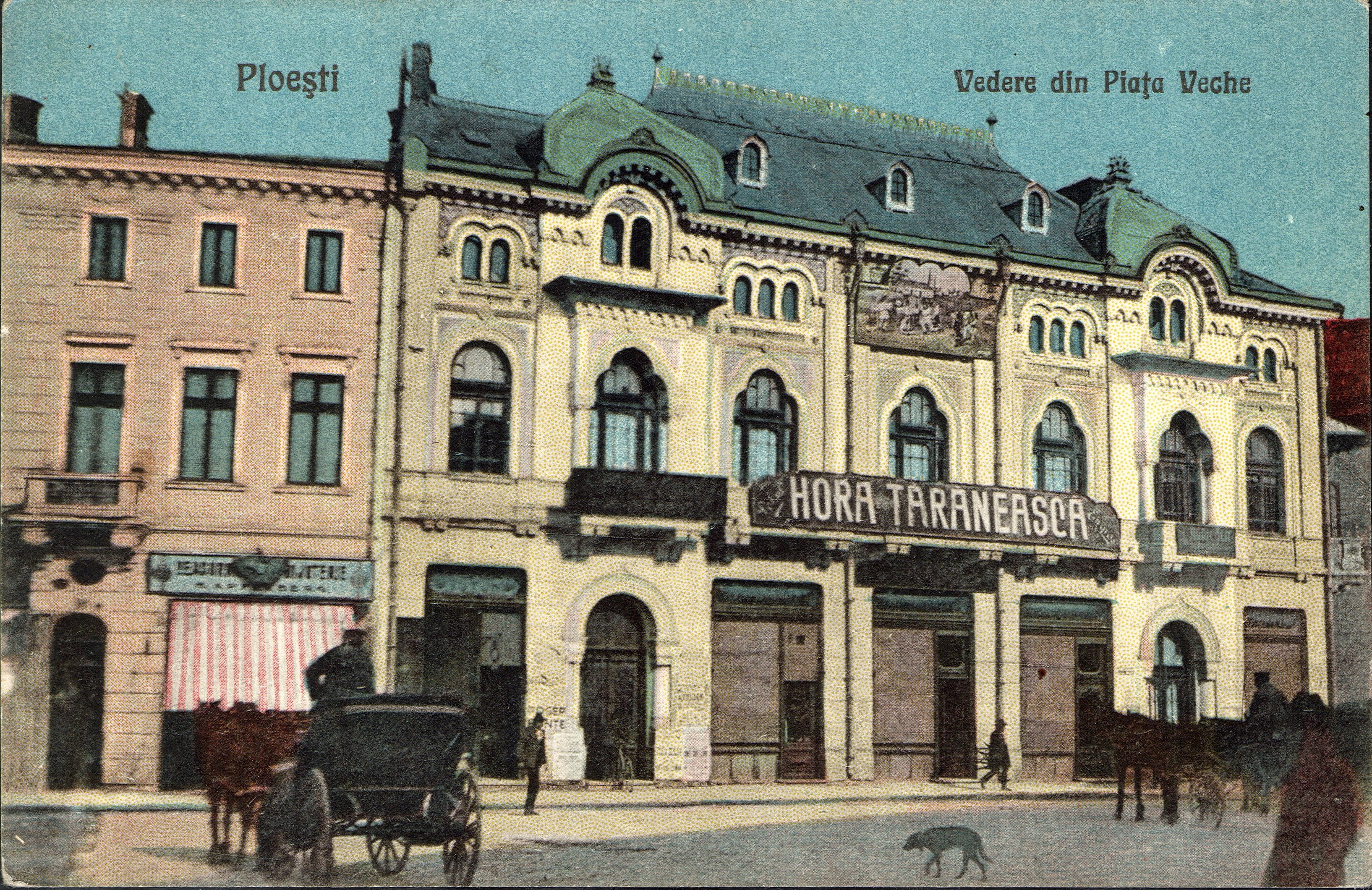
Hora țărănească, Ploiești, construită în jurul anului 1913.

- Casa B. Nasopol, strada Ștefan cel Mare, construită înainte de Primul Război Mondial, între 1913 și 1915[e 75], distrusă de bombardamentele anglo-americane din 1943-1944 conform memoriilor lui Socolescu[b 23]. Situată la numărul 12 pe strada Ștefan cel Mare, adăpostea Serviciul Tehnic al Județului în 1938[a 23]. În prezent, la acea adresă, există o clădire veche, bine conservată atât la exterior, cât și la interior, ce corespunde perfect stilului arhitectului, cel puțin la planul parterului[89]. Inițial, clădirea nu avea etaj, dar a fost supraînălțată în perioada comunistă.

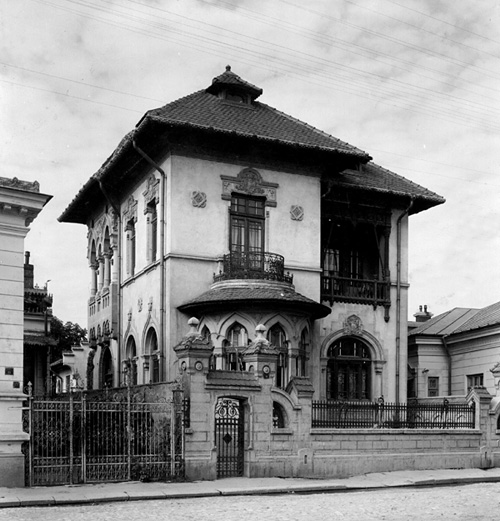
Vila Zaharia Leon.

- Vila Zaharia Leon De pe strada Drosescu. Construcția datează din perioada 1913-1915[a 23][e 76]. Vila a fost complet distrusă de bombardamentele anglo-americane din 1943-1944. Strada Drosescu se numește în prezent[48] strada C.T. Grigorescu. Casa de la numărul 13, care se află pe locul imobilului Zaharia Leon, păstrează parțial zidurile vechi și gardul exterior.
- Vila Dr L. Fridman[a 23][e 77], aflată la intersecția vechilor străzi Iennescu și Aurel Vlaicu, adresa sa actuală fiind strada Maramureș, numărul 8. Realizat în jurul 1913-1915, a fost naționalizat[17] de către comuniști. În prezent[48] este clasată drept monument istoric[47] și este sediul Compania Națională de Administrare a Infrastructurii Rutiere. În 2025, fațada acestui monument istoric începe să se deterioreze serios.
- Imobilul de raport al lui Toma T. Socolescu de la numărul 2 de pe strada Ștefan cel Mare, vechea stradă Regina Maria. Construcția a început în 1914, clădirea a fost locuibilă din 1915, dar finalizarea sa a avut loc abia după terminarea Primului Război Mondial[a 30][e 78]. Arhitectul a fost nevoit să apeleze la însemnate împrumuturi pentru a duce la bun sfârșit construcția blocului. Aici și-a instalat biroul și a lucrat până când bombardamentele americane au distrus parțial imobilul în 1944[b 48]. Clădirea a fost radical transformată de către sovietici la începutul anilor 1950, după ce a fost confiscată de stat[90]. Remarcabilă sa fațadă originală nu mai există, fiind înlocuită cu una anostă[f 3]. Inițial, clădirea găzduia nu mai puțin de 7 magazine la parter și avea 5 apartamente spațioase, inclusiv cel în care locuia arhitectul și familia sa[b 49]

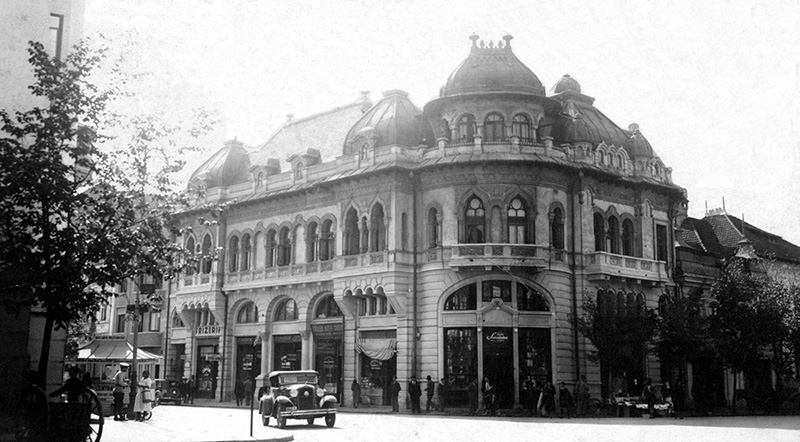
Imobil Socolescu din Ploiești.

- Imobilul de raport D. Pârvulescu[a 31][c 45] din apropierea vechiului obor, astăzi situat pe strada Emile Zola, la numărul 1. Construit în 1928[e 79][g 3], a fost naționalizată[17] în 1950. Între 1996 și 2002, familia Pârvulescu a depus eforturi pentru a reintrat în drepturile legale asupra imobilului, încălcate de către statul român. Acesta a fost chiar obligat să răscumpere un apartament vândut pe nedrept de stat în 1973[h 15]. Șirul de imobile în care se află a scăpat de demolările comuniste.
- Casa M. Obrien, strada Eminescu. Construit după Primul Război Mondial[a 23][c 33][e 80] și înainte de 1937, a fost distrusă de bombardamentele anglo-americane din 1943-1944.
- Imobilul de raport Gheorghe Bogdan, construit probabil în 1922 după cum îl atesta o inscripție a holului de la intrare, este situat în strada Mihai Kogălniceanu (fosta stradă Franceză), la numărul 36. Naționalizat[17], imobilul nu a fost în totalitate recuperat de urmașii lui Gheorghe Bogdan[f 12]. Casa reprezintă una din puținele supraviețuitoare a centrului istoric al orașului Ploiești, aproape complet demolat și reconstruit fără nici un stil arhitectural, singurele preocupări fiind standardizarea locuințelor, densificarea spațiului urban, apropierea orașului de țară și ștergerea trecutului[68].

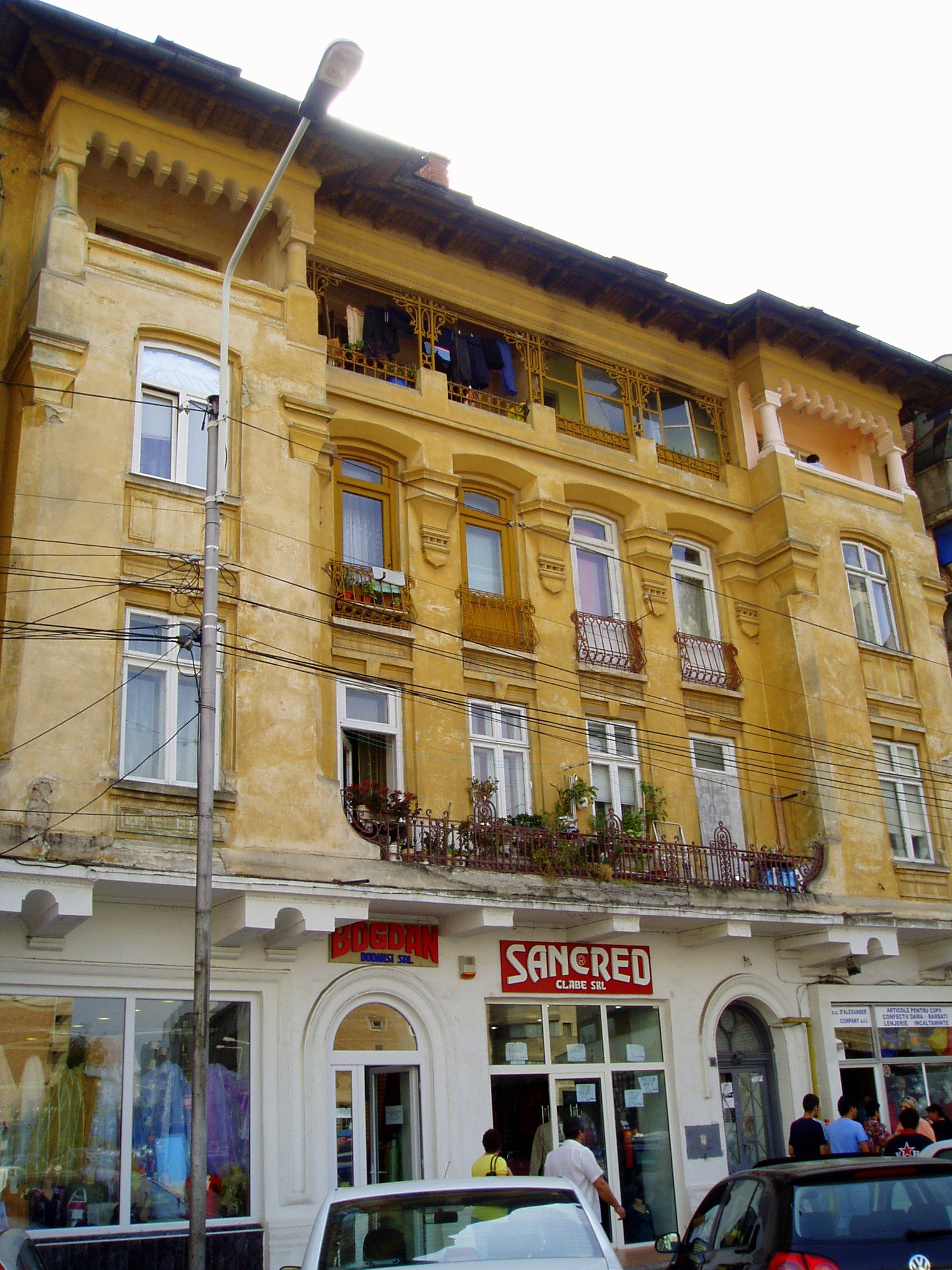
Imobil Gheorghe Bogdan.

- Imobilul Toboc de pe strada Democrației, numărul 1. Imobilul a fost conceput și realizat de către Toma T. Socolescu. Stilul evidențiază foarte clar influențele brâncovenești din stilul arhitectului[f 13]. Pe de altă parte, clădirea se aseamănă destul de mult cu imobilul de raport care fusese ridicat cu câțiva ani mai înainte pe strada Ștefan cel Mare, numărul 2. Construită între 1920-1924[e 81] pentru tipograful Dumitru Buta, supranumit Toboc, clădirea a fost naționalizată[17] în 1950. În 1977, clădirea a fost grav afectată de  cutremur și au fost efectuate reparații insuficiente și incomplete. În ciuda unei cereri din partea autorităților de a evacua clădirea, chiriașii care locuiseră acolo până atunci au refuzat să plece, astfel încât clădirea a intrat treptat în degradare din cauza lipsei lucrărilor de consolidare. Clădirea a făcut obiectul unei proceduri de retrocedare, dar moștenitoarea a preferat compensația financiară în locul restituirii în natură, care ar fi obligat-o să păstreze chiriașii și să efectueze lucrări de consolidare faraonice pe care comuniștii au avut grijă să nu le efectueze[f 13]. Astfel, Primăria este în continuare proprietara acestei clădiri frumoase, dar degradată. Acest imobil este inclus pe lista clădirilor din oraș care au risc seismic ridicat (nivelul 2)[91]. În ciuda interesului său arhitectural evident, a conservării în general bune a fațadelor și acoperișului și a conservării rare a ferestrelor sale originale, clădirea nu este nici monument istoric (o procedură  care, însă, depinde exclusiv de inițiativa orașului, care nu a considerat oportun să facă acest lucru de peste treizeci de ani), nici nu face obiectul unui proiect de restaurare din partea consiliului municipal[48].

| Imobil Toboc. | Imobil Toboc. | Imobil Toboc. |
| Imobil Toboc. |               |               |

- Casa Grigore Ivănceanu, avocat și vechi prieten al arhitectului, strada Rahovei, la numărul 6. Construită în jurul anului 1920[e 82], clădirea a fost grav afectată de către bombardamentele anglo-americane din 1943-1944, dar reconstruită în mod identic de către Grigore Ivănceanu, imediat după bombardamente[b 49]. Vândută în 2008 de doamna Alice Ivănceanu, moștenitoarea și fiica avocatului, casa a fost complet renovată și izolată la exterior în 2009, pierzându-și o parte din stilul original, în special toate ramele exterioare (ornamentate) ale ferestrelor. O fotografie a casei a fost publicată în revista Arhitectura în 1925[d 14].
- Cavoul familiei Gheorghiu din cimitirul Viișoara[e 47]. O fotografie este publicată în revista Arhitectura în 1925[d 15]. De atunci, a fost demolat.
- Casa Ștefan Z. Ghica Ghiculescu, important comerciant și vice-președinte al Camerei de Comerț și Industrie din Ploiești între 1933-1934[e 83][g 4]. Construită pe strada Italiană, la numărul 4, în 1927, Ea a fost perfect conservată, mobilată și restaurată de nepotul său Mihai Bădulescu-Ghiculescu[92], în ciuda confiscări și degradării suferite în timpul comunismului[93][92]. Potrivit lui Mihai Bădulescu, care l-a cunoscut pe Toma T. Socolescu[94], îl venea foarte regulat în vizită la prietenul său Ștefan Z. Ghica Ghiculescu și alesese tot decorul interior în momentul finisajelor. Din nou la inițiativa lui Mihai Bădulescu, casa a fost clasată drept monument istoric pe 4 octombrie 2010[95]. La moartea lui Mihai Bădulescu, în 2019, casa a fost scoasă la vânzare de moștenitorii săi, care, din păcate, au scăpat de mobilierul interior, precum și de bibelourile și porțelanurile vechi alese de Mihai Bădulescu, pierzându-se astfel sufletul diferitelor încăperi și o atmosferă atemporală, înghețată în anii 1920[92][93]. După o încercare nereușită de a o răscumpăra de către orașul Ploiești în 2020, care a dorit atunci să își exercite dreptul de preemțiune[96], vila a fost achiziționată de un nou proprietar în 2023 și este în prezent în curs de renovare[48].

| Casa Ștefan Z. Ghica Ghiculescu. | Casa Ștefan Z. Ghica Ghiculescu. | Casa Ștefan Z. Ghica Ghiculescu. | Casa Ștefan Z. Ghica Ghiculescu. |
| Casa Ștefan Z. Ghica Ghiculescu. |                                  |                                  |                                  |

#### Edificii publice
- Hotel Europa, renovare și adăugarea unui etaj în colaborare cu unchiul său Ion N. Socolescu înainte de 1914-1915[e 84]. Hotelul, numit inițial "Hotel Victoria", a fost făcută de bunicul său Nicolae Gh. Socol[a 32][c 46][b 50][97][f 14]. Clădirea va fi în cele din urmă demolată de comuniști la începutul anilor 1960[f 15].

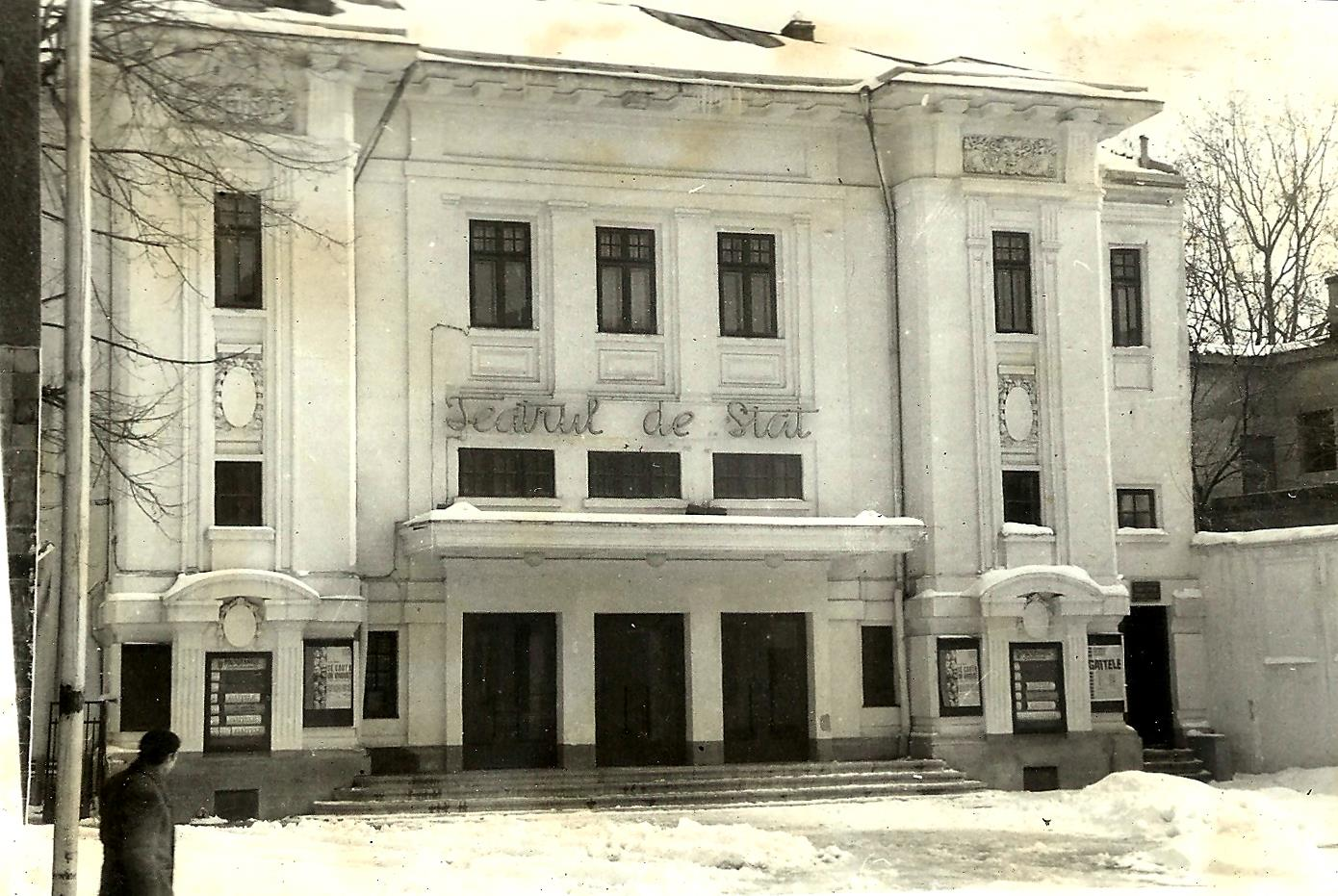
Teatrul Odeon, în jurul anului 1970.

- Teatrul și cinematograful Odeon. A fost construit în 1927[e 47]. Clădirea a fost inaugurată pe 23 februarie 1928[f 16]. Istoricul Lucian Vasile descrie caracteristicile deosebite ale clădirii pe site-ul său „republicaploiesti.net”: „ Teatrul-cinematograf Odeon era o clădire ce nu aducea cu stilul socolescian, ci prin fațada sa simplificată se apropia de liniile modernismului. Fiind ușor retras de la stradă, în fața imobilului se crea o mică piațetă unde erau trase trăsurile ori automobilele care aducea spectatorii. Dar principalul atu al Odeon-ului erau caracteristicile sale, de neegalat în Ploieștii de la acea vreme: capacitate de 550 de locuri, logie la etaj, sistem de ventilați, acustică excelentă și, cel mai important, o scenă încăpătoare de 20 de metri lățime și aproape 30 lungime[f 16].”În 1932 deja devenise cinema[98]. Redenumit cinema Rodina după naționalizarea[17] sa din 1948[99], el va găzdui din 1955 Teatrul de Stat din Ploiești. Transformat și modernizat prima dată de către comuniști în 1954[100], Aspectul său exterior putea fi în continuare recunoscut în 1957, după lucrări îndelungate de renovare în urma cărora scena a fost modernizată și capacitatea mărită la 600 de locuri[101]. După cutremurul din 4 martie 1977, a fost complet desfigurat și ascuns în spatele unui bloc de locuințe în stil sovietic, în cadrul planului comunist de sistematizare[68][f 17]. A fost redenumit teatrul Toma Caragiu pe 6 septembrie 1991[102]. Strada unde se află teatrul și-a schimbat de mai multe ori numele: strada Liceului din secolul XIX până în anii 1920, strada Dr. I. Radovici până în 1948, strada Gh. Dimitrov din 1948 până în anii 1960, strada Teatrului până în 1996 și, în final, strada Toma Caragiu din 1996.
- Poarta expoziției din Ploiești din anii 1930, probabil sub mandatul primarului Ștefan Moțoiu[e 47][c 47], devenită mult mai târziu poarta de acces în Hipodrom. Distrusă de către bombardamentele anglo-americane din 1943-1944, poarta actuală este o slabă copie a celei originale[c 48].

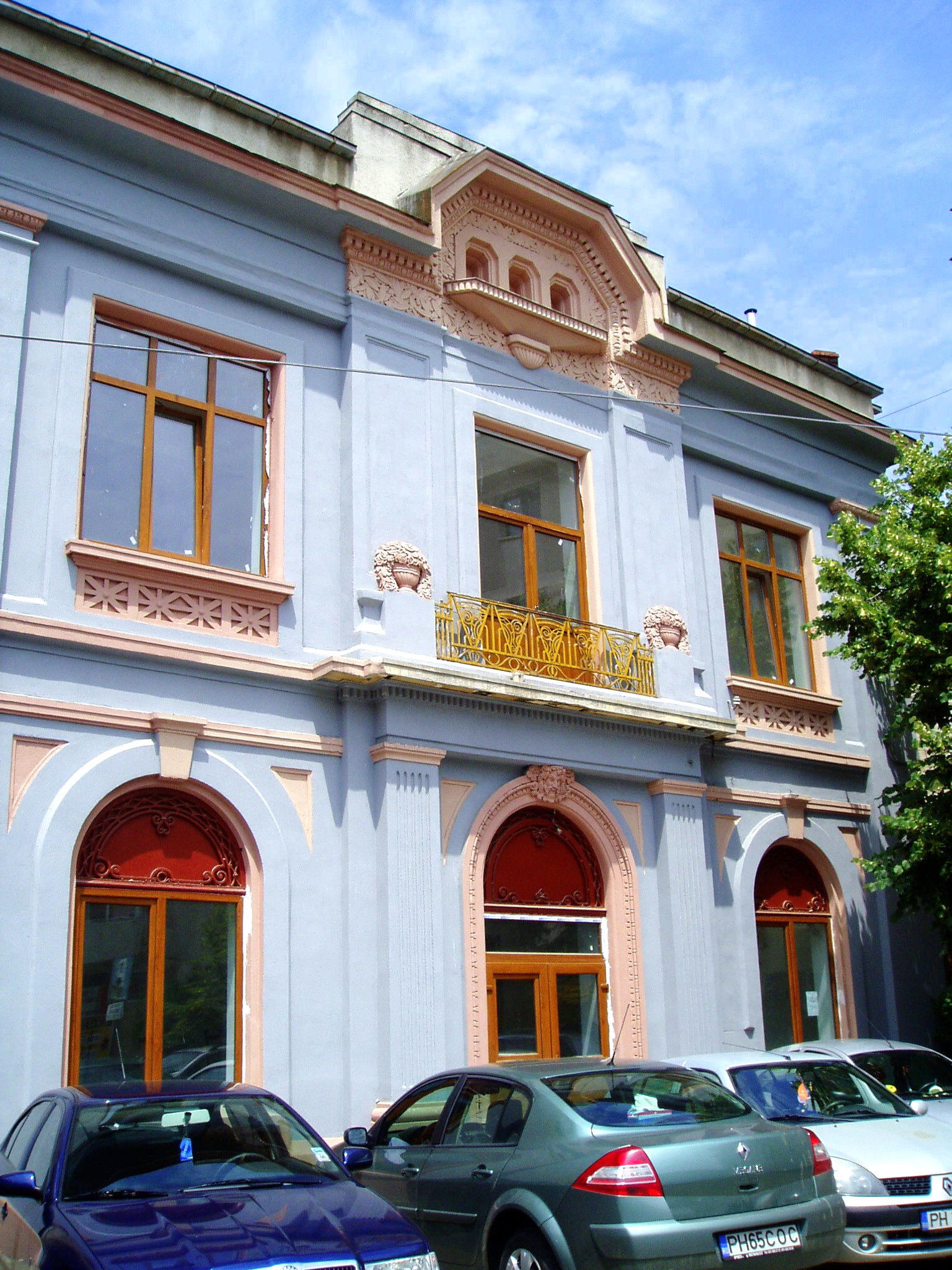
Cinematograf Scala.

- Renovarea luxoasă a parterului Băncii Centrale din Ploiești[e 31], înainte de criza financiară din 1929, al cărei vârf pentru activitatea bancară românească a fost în 1931-1932[103]. Această clădire remarcabilă a fost proiectată de arhitectul Leonida Negrescu, conform stilului lui Charles Garnier pentru Ghiță Ionescu, și aparținând bancherului Max Shapira[a 27]. Banca a trebuit să părăsească aceste locuri în perioada crizei bancare din 1929-1933. În spațiul respectiv a fost amenajată o patiserie, iar apoi un magazin de țesături.</ref>. Naționalizata[17] în 1950, clădirea a fost transformată ulterior în magazin alimentar (Mercur), la parter, și în pantofărie, la etaj. Avariat de cutremurul din 1977, imobilul a fost demolat de comuniști, sub pretextul imposibilității de a fi reparat, eliminându-se astfel ultimele vestigii ale centrului istoric al orașului[f 18].
- Cinematograf Scala, existentă și azi (pe strada Traian Moșoiu). Având inițial destinația de braserie[a 22][c 32][f 19], a fost construită în numele Camerei de Comerț Ploiești, sub președinția lui Gérard Joseph Duqué, în jurul anului 1933[104]. Abandonat la începutul anilor 2000, Clădirea a fost renovat în 2009-2010. Corpul principal al clădirii Camerei (care precede construcția arhitectului) a fost grav afectat de cutremurul din 1940 și ulterior demolat[105][f 20].
- Hanul țărănesc[106], la nivelul barierei Bucov, la numărul 2 de pe strada Oborului. Probabil una dintre ultimele opere ale arhitectului (1938-1939)[e 31][g 5]. Hanul a fost construit pentru a găzdui negustorii și țăranii pieței deschise. A fost deplasat apoi la periferia orașului, ca urmare a construcției Halelor Centrale. El era înconjurat inițial de grajduri pentru cai. Era o clădire cu etaj, în stil românesc de vilă, având o terasă mare în față, cu stâlpi de stejar încrustați, cu acoperiș cu olane, apoi în spatele curții un grajd mare, de 40 de animale și o clădire mai mică, cu rol administrativ. În perioada dictaturii legionare devine adăpost pentru refugiații din Transilvania, găzduiește apoi spitalul de boli nervoase din Cernăuți, evacuat ca urmare a invaziei sovietice din Bucovina de Nord. Devine apoi oficial Spitalul Hanul Țărănesc. Avariat serios în timpul bombardamentului din 5 aprilie 1945, spitalul a fost evacuat la Filipeștii de Pădure. În luna octombrie a aceluiași an a fost deschisă acolo o secție pentru trupele sovietice. În 1951 redevine departamentul de boli nervoase. Clădirea va asigura în mod continuu funcția spitalicească până în prezent[48] (Spitalul Județean de Urgență Ploiești Secția Pneumologie)[107].

### În județul Prahova

#### Case, vile și imobile de raport
- Două case pentru membrii familiei sale: I. Diamandescu, un mare petrolist[c 37] și Costică Dușescu[b 33], construite în 1908[e 71] în Câmpina.

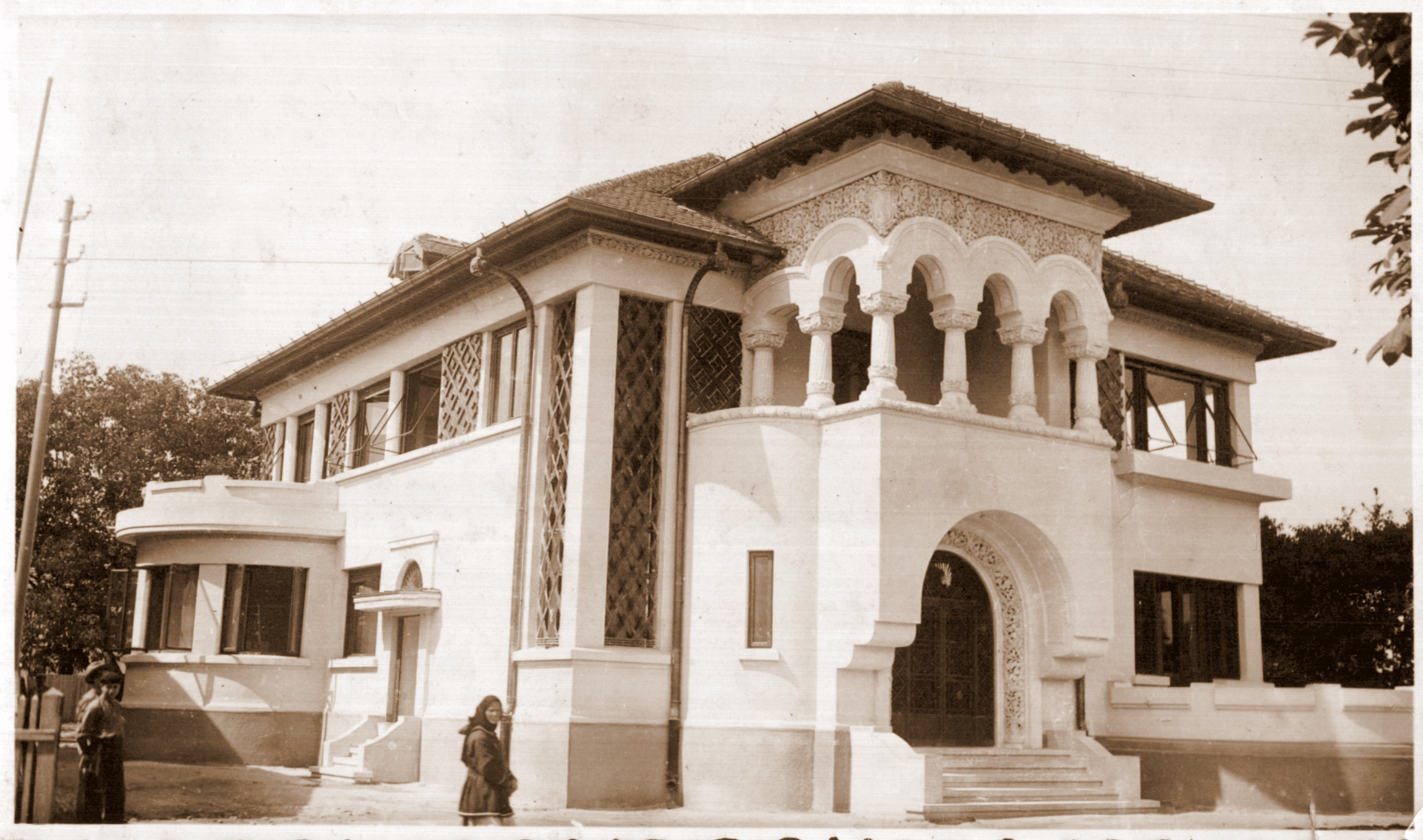
Vila Dr Gheorgiu.

- Casa lui Nicolae Iorga din Vălenii de Munte, restaurare, reamenajare și extindere[e 85][b 33], în 1910. Casa este clasată monument istoric[47].
- Vila lui Nicolae Iorga din Sinaia, construită în jurul anului 1918. Clasată monument istoric[47], casa, situată pe strada Gheorghe Doja, numărul 1, este perfect păstrată de către familia istoricului. Se găsește la intersecția străzilor Calea Codrului și Gheorghe Doja, în cartierul Furnica[e 86].
- Farmacia și imobil de raport Voiculescu, Câmpina. Probabil construită în jurul anului 1920. Întreaga clădire a fost demolată după [Cutremurul din 1977 (România)|cutremurul din 1977]][e 31][108].
- Vila Dr Gheorghiu, Câmpina, circa 1920, cunoscută și ca casa cu lei. Vila mai poate fi văzută, neschimbată, pe Bulevardul Carol I, la aleea rozelor[e 87].
- Conacul lui Gérard Joseph Duqué din Păulești, aflat la marginea de sud a localității, lângă Ploiești, fiind construit între 1920 și 1935[e 88]. Clădirea fusese inițial comandată de avocatul Ion Georgescu Obrocea, trecând apoi în proprietatea lui Gerard Duqué în contul unor datorii[109], a fost reamenajată de către arhitect, conform cerințelor noului proprietar. De la momentul construcției, imobilul a trecut prin mai multe modificări și simplificări, iar în prezent[48] numai unele părți păstrează stilul original.

| Vila în 1925.           | Vila în 2009. | Balcon neo-brâncovenesc. | Ușa principală. |
| Vila Florica Socolescu. |               |                          |                 |

- Vila C. I. Ionescu din Sinaia, în 1923[110].
- Casa lui N. Scorțeanu din Sinaia, din cartierul Cumpătu[e 89]. O fotografie a casei a fost publicată în revista Arhitectura în 1925[d 16].
- Vila Florica Socolescu din Sinaia, în cartierul Cumpătu, construită în 1925, folosind stilul brâncovenesc[e 90]. Situat în Sinaia-Cumpătu la numărul 22 al străzii Cumpătu. Construit de Toma T. Socolescu pentru sotia sa Florica. Casa a fost vândută probabil de către arhitect în jurul anului 1945. Renovată în anii 2000, a rămas practic neschimbată. Fotografii și planul interiorului au fost publicate în 1925 și 1941 în revista Arhitectura[d 17].

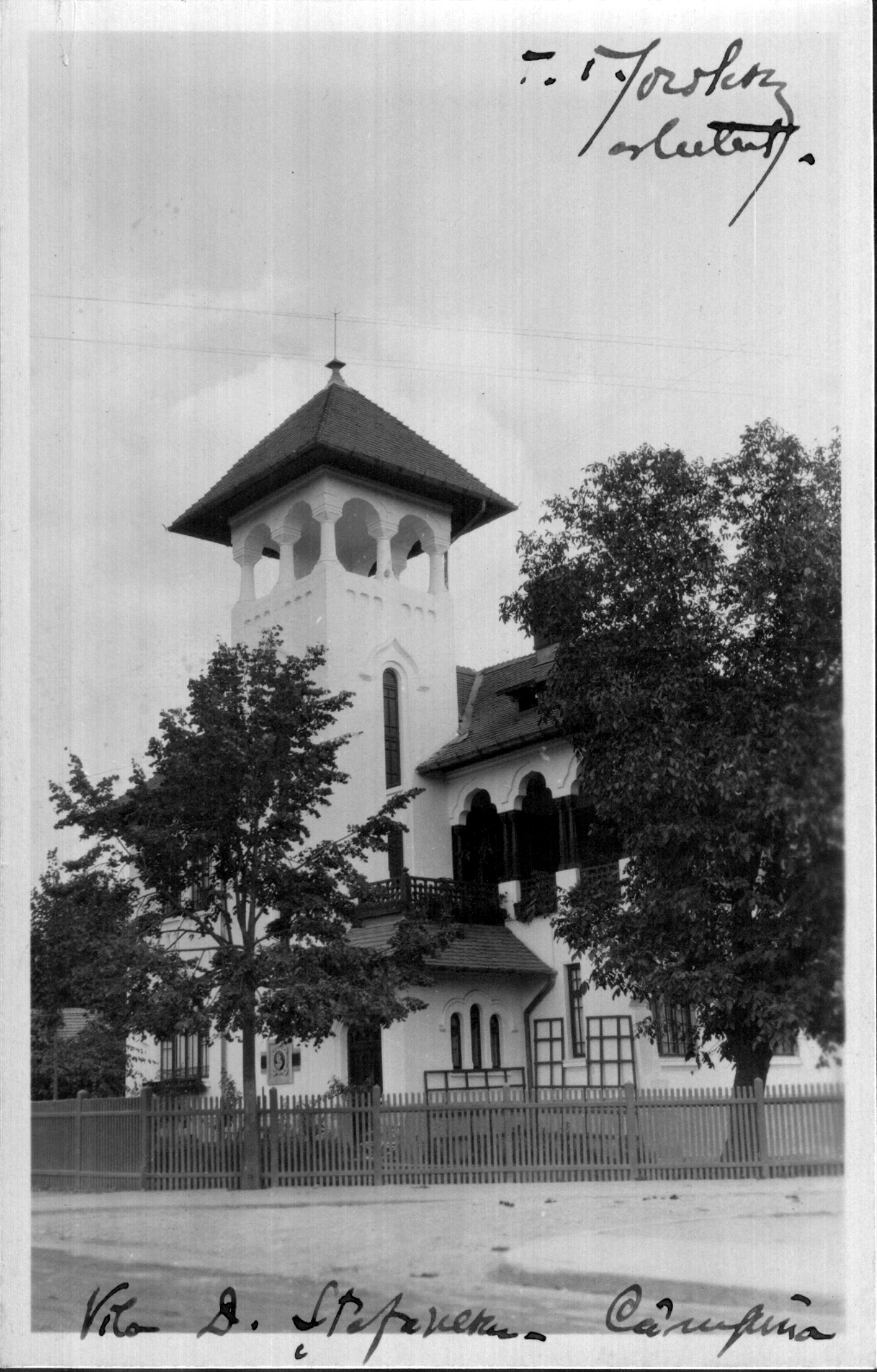
Vila D. Ștefănescu în 1930.

- Casa prietenului său pictor Toma Gheorghe Tomescu din Vălenii de Munte în 1926-1927[43][e 47]. Imobil modest, aspectul său original a fost modificat de-a lungul timpului. Casa se află pe strada Mihai Eminescu, la numărul 12[g 6].
- Casa Ion Pătrașcu din Vălenii de Munte, construită în jurul anului 1927[e 47], situată la numărul 5 din strada George Enescu, nu departe de casa lui Nicolae Iorga. A fost construită pentru negustorul Ion Pătrașcu. Confiscată de comuniști în 1950, a fost restituită și apoi vândută de familia negustorului. Ea există încă, foarte bine conservată[g 7].
- Casa inginerului Toma Călinescu (strada Monumentului numărul 1)[e 47] și a institutorului Emil Popescu (strada Armoniei numărul 1), în comuna Boldești-Scăeni[111]. Casa Toma Călinescu, construită în jurul anului 1928, este astăzi[48] perfect conservată[g 8].
- Vila Bran Al. Radovici din Sinaia, transformări, în 1930[110][e 47].
- Vila Dumitru Ștefănescu, Câmpina, cunoscută și sub numele de casa cu ceas. Proiectată în 1916, dar construită mai târziu[e 91]. De atunci, exteriorul vilei a fost modificat, în special turnul, care a fost reconstruit într-un stil diferit în perioada comunistă și la care au fost adăugate ceasuri. Există în continuare la numărul 112 pe bulevardul Carol I, la intersecția cu strada Henri Coandă. Un număr din 1916 al revistei Arhitectura prezenta planuri și schițe ale casei[d 18].
- Vila avocatului Grigore Ivănceanu, care a devenit ulterior proprietatea fiicei sale Alice Ivănceanu[112], din Sinaia, strada Piatra Arsă numărul 4, construită în 1934[e 92].
- Vila Nicolae Popescu-Parafină, Câmpina, circa 1934-1935[e 93][113]. Vila este într-o stare foarte bună de conservare[114].

#### Edificii publice

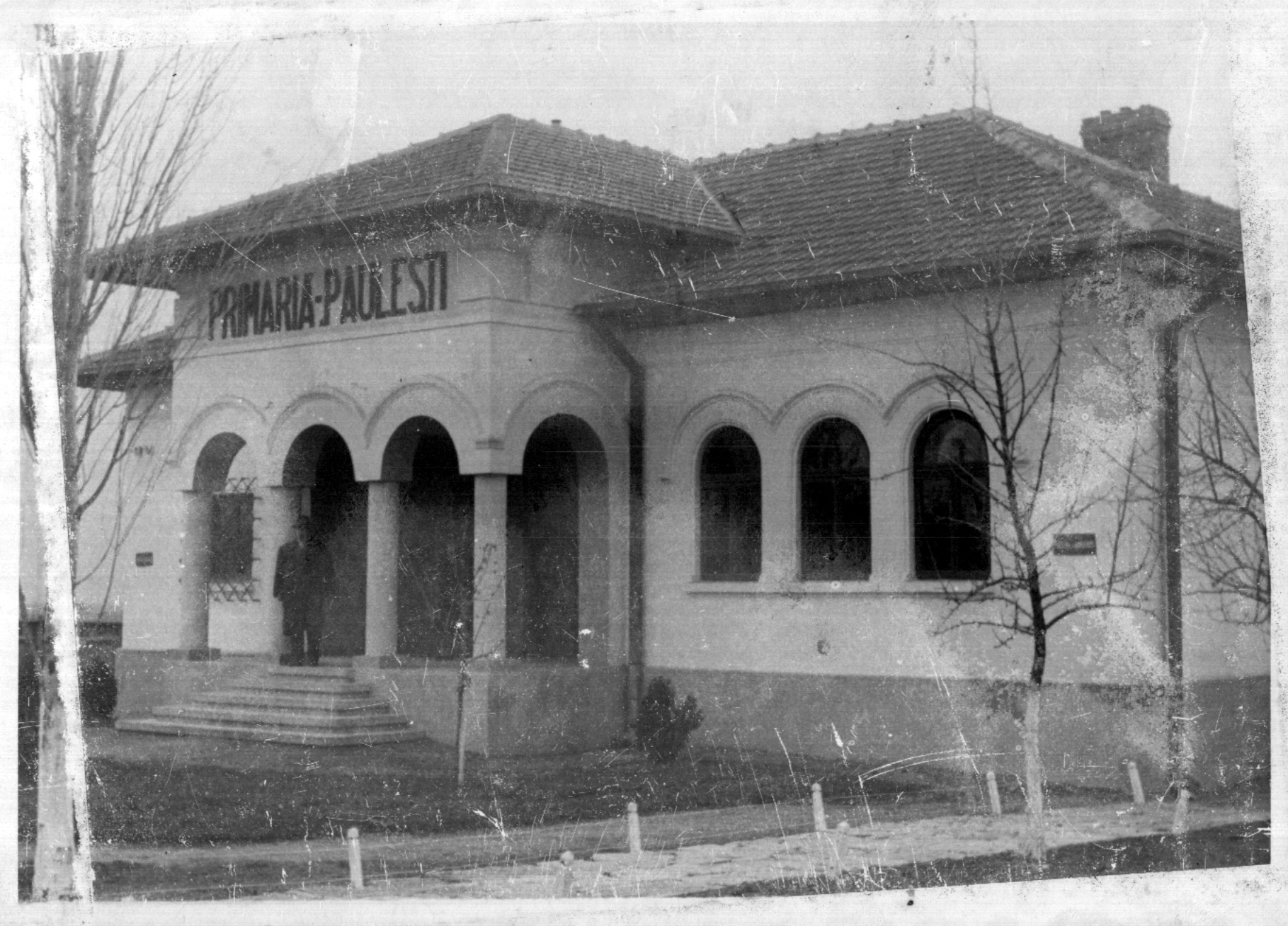
Primăria din Păulești, 1939.

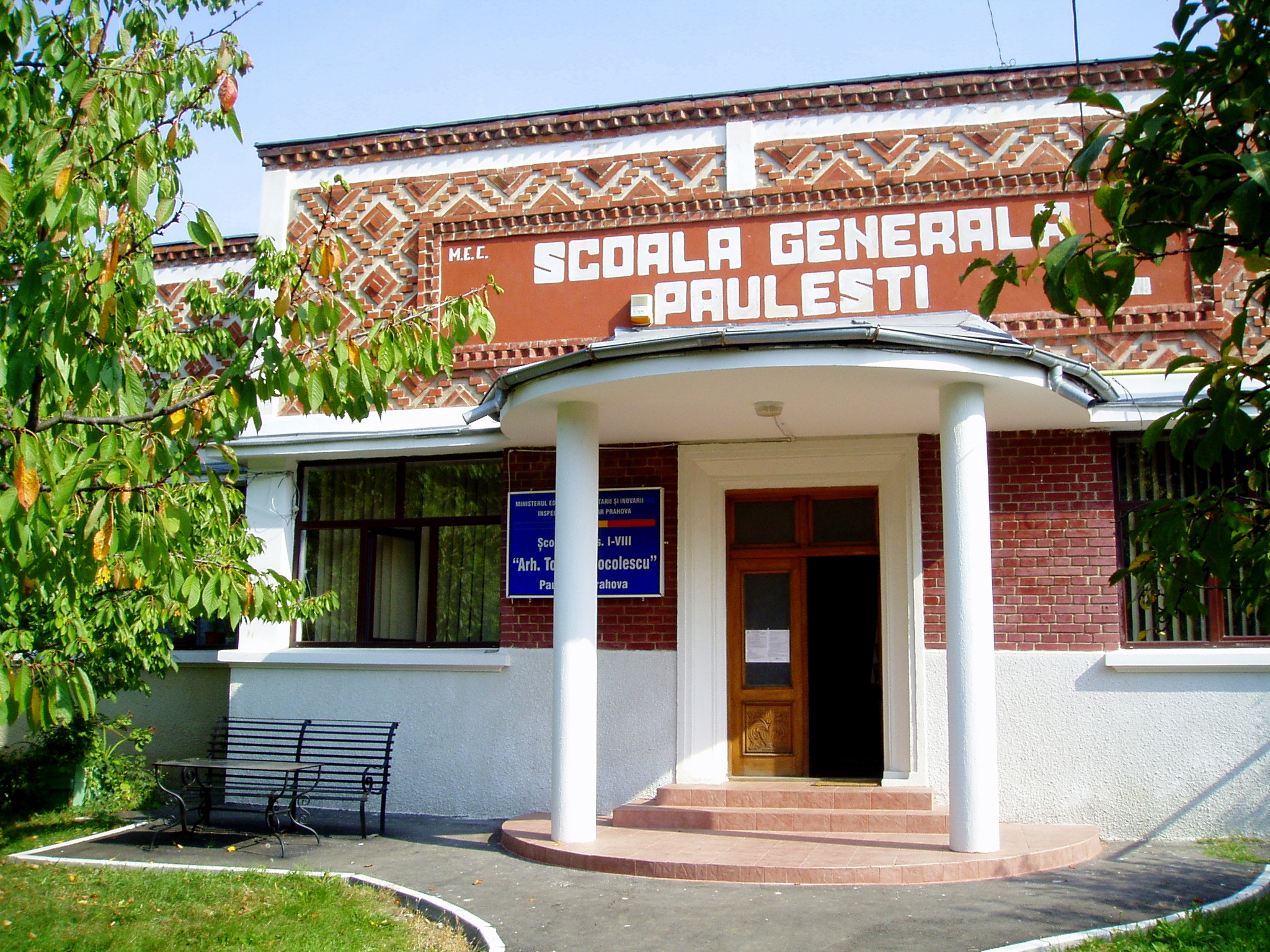
școala T. T. Socolescu.

- Construcția clădirilor necesare Așezământului Cultural Nicolae Iorga[7], la Vălenii de Munte, unde se desfășoară anual universitățile de vară cu același nume, din 1910 până în 1940. Acesta este constituit din două clădiri tradiționale care servesc drept dormitoare, bucătării și săli de mese. În 1912, a construit și clădirea care găzduiește o sală de lectură[e 94]. Toate cele trei clădiri sunt listate ca monument istoric[47].
- Primăria din Sinaia, renovare și extindere între 1913 și 1914[e 95].
- Primăria Câmpina: renovată și extinsă în jurul anilor 1914-1915[a 33]. Aceasta este fosta casă a lui Zaharia Carcalechi construită de bunicul său Nicolae G. Socolescu, restaurată de tatăl său Toma N. Socolescu[a 33][e 96]. Clădirea a fost demolată pentru a face loc unei noi primării în 1922, edificiu care a fost la rândul său demolat de comuniști în jurul anului 1980, ca parte a reconstrucției centrului vechi al orașului[115].
- Tribunalele Drăgănești, Crivina și Poenarii-Burchii, în 1913-1914, toate trei construite după același model[e 97].
- Judecătoria de Vălenii de Munte, situată strada Mihai Bravu la numărul 26. Construită din 1923[e 98], clădirea este în stare exterioară precară și dezafectată[48],  complet abandonat de proprietarul său, Ministerul Justiției din România.
- Primăria Urlați, al cărei contract și planuri au fost întocmite în jurul anilor 1914-1915[b 51], și a cărei construcție s-a realizat între anii 1922 și 1928[e 99]. Clădirea este remarcabilă și într-un stil brâncovenesc foarte pronunțat. În mai 2022, primarul orașului, Marian Măchițescu, a pus pe ordinea de zi a unei ședințe de consiliu municipal planul de a demola primăria și de a o reconstrui în stilul original, argumentând că era prea costisitor sau imposibil de consolidat (clădirea fusese evaluată ca fiind în risc sismic maxim). Opoziția vehementă din partea locuitorilor, a reprezentanților aleși și apoi acțiunea Pro Patrimonio[116] care dorea să păstreze această bijuterie arhitecturală, l-au făcut pe primar să se răzgândească și să renunțe la proiectul său[117]. Scandalul a determinat Institut National du Patrimoine să inițieze o procedură de clasificare a clădirii ca monument istoric.[118]. Procedura, în timpul căreia este interzisă orice deteriorare fizică a clădirii, este încă în curs de desfășurare[48]. Băile publice și centrul agricol al orașului au fost, de asemenea, construite de arhitect (probabil în jurul anului 1930).[b 23][h 16].

| Primăria Urlați în 2024, corpul anterior al clădirii. | Primăria Urlați în 2024, fațadă. |

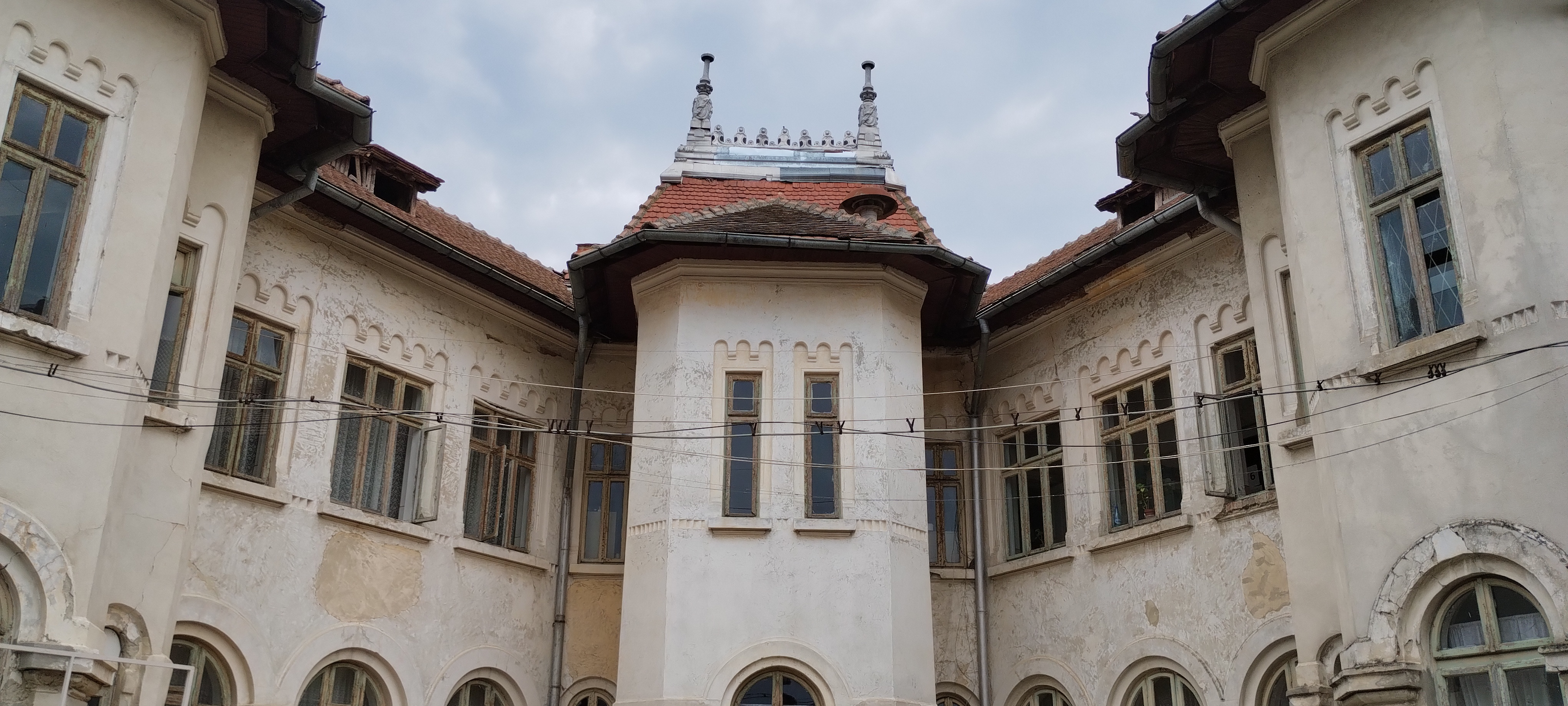
Primăria Urlați în 2024, vedere din spate.

- Judecătoria din Câmpina, situat pe strada 1 Decembrie 1918, al numărul 14. Planurile au fost elaborate în jurul anului 1924[e 100]. În 1931, construcția a fost finalizată, iar Judecătoria de Pace Mixtă Câmpina își începea activitatea[119]. Imobilul găzduiește în continuare[48] judecătoria.
- Școala de băieți din comuna Măneciu[e 70], construită în timpul domniei lui Ferdinand I, între 1922 și 1924, în memoria eroilor din Primul Război Mondial. Construit în stil neoromânesc, a fost complet desfigurat de o renovare radicală efectuată între 2012 și 2016, care a distrus întregul stil al clădirii, precum și decorațiunile sale, făcând clădirea de nerecunoscut. Școala a fost ridicată cu un etaj, bulversând toate proporțiile și perspectivele. Structura acoperișului a fost modificată, rezalitul transformat, streașina aproape nivelată la nivelul primului etaj, iar deschiderile _ atât ferestrele, cât și ușile originale din lemn _ au fost toate înlocuite cu tâmplărie brută din "PVC"[120], fără a respecta nici dimensiunile, nici armonia originală a ferestrelor. În cele din urmă, izolarea clădirii din exterior a netezit toate decorațiunile de pe fațade și a eliminat orice urmă a stilului său original[121]. Clădirea școlii, înconjurată de un gard metalic al cărui stil este un amestec hibrid între epoca comunistă și un simulacru de arhitectură istorică, găzduiește acum colegiul „Ferdinand I”, dar seamănă mai degrabă cu o cazarmă sau un penitenciar.[122].

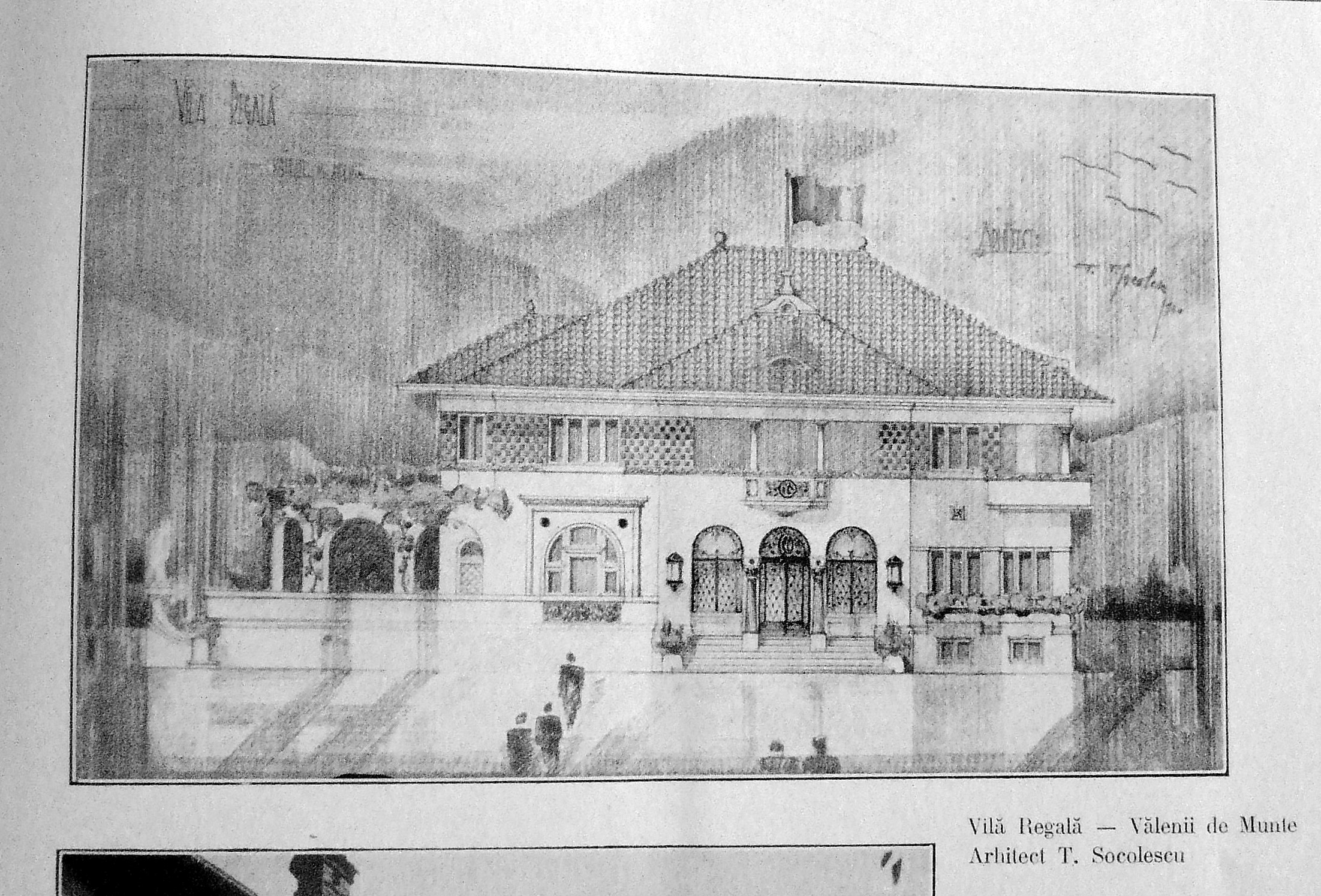
Planul Vilei regale, Vălenii de Munte.

- Vila Regală de la Vălenii de Munte[e 47]. Conform deciziei lui Nicolae Iorga, construcția unei reședințe de vară pentru principesa Elena și pentru tânărul voievod Mihai a fost schițată și realizată de către arhitect[g 9]. Piatra de temelie a fost pusă de către Nicolae Iorga pe 15 iulie 1930 în prezența principesei și a ministrului de finanțe Mihai Popovici. O schiță a proiectului a fost publicată într-un număr din 1930 al reviste Arhitectura[d 19]. Imobilul nu a fost niciodată complet realizat, iar clădirea a fost apoi folosită în alte scopurile decât cel pentru care fusese proiectată[b 52]  și este folosită pentru Universitățile Populare Nicolae Iorga, în cadrul Fundației Principesa Elena.</ref>. Vila Regală a dispărut, demolată de regimul comunist după cutremurul din 1977.
- În Păulești, aproape toate clădirile, podurile și monumentele publice, inclusiv primăria între 1937 și 1940, școala primară între 1939 și 1944, grajdul comunal și băile publice[h 11]. Primăria a fost supusă unei ample renovări în 2022, inclusiv adăugarea unei noi aripi etajate. Cea mai mare parte a stilului arhitectural Socolescu a dispărut aproape în întregime. Ferestrele și ușile PVC[120] au șters complet armonia originală a clădirii[123].

#### Edificii religioase
- Monument al Trinității (Troiță) sculptată în lemn, pentru comuna Dumbrăvești[124]. Nu mai există.
- Biserica Izvorul Tămăduirii din comuna Izvoarele (Prahova), a cărei construcție a început în 1931 și finalizată tardiv în 1945 din cauza lipsei de fonduri, apoi din cauza războiului[b 23][e 101].
- Biserica Adormirea Maicii Domnului din comuna Boldești-Scăeni[125], construită între 1936 și 1938[e 52], detalii publicate în revista Arhitectura în martie 1938[d 20]. Acoperișul și turlele bisericii au fost modificate radical de mai multe ori după 1941. Din cauza zonei active seismic, clădirea a avut de suferit din cauza tuturor cutremurelor, începând cu cel din 1940. Având inițial două turle masive (deasupra fațadei și în partea din spate), biserica a păstrat-o numai pe prima, cea de-a doua fiind înlocuită cu două turle mici[111]. Estetică originală ale bisericii a dispărut. În 1938, a construit și capela din cimitirul Eternitatea pentru municipiu[e 102].
- Capela mortuară a familiei lui Toma Gheorghe Tomescu[43][e 102] din Vălenii de Munte, construită între 1938-1939. Pictorul Tomescu a realizat picturile murale. Având denumirea de Capela Sfânta Treime, în prezent[48] servește drept capelă pentru cimitirul orașului.
- Un monument al Trinității (Troiță) din stejar sculptat în 1939 pentru Păulești (Vedeți capitolul Păulești).

### La București

#### Case, vile și imobile de raport

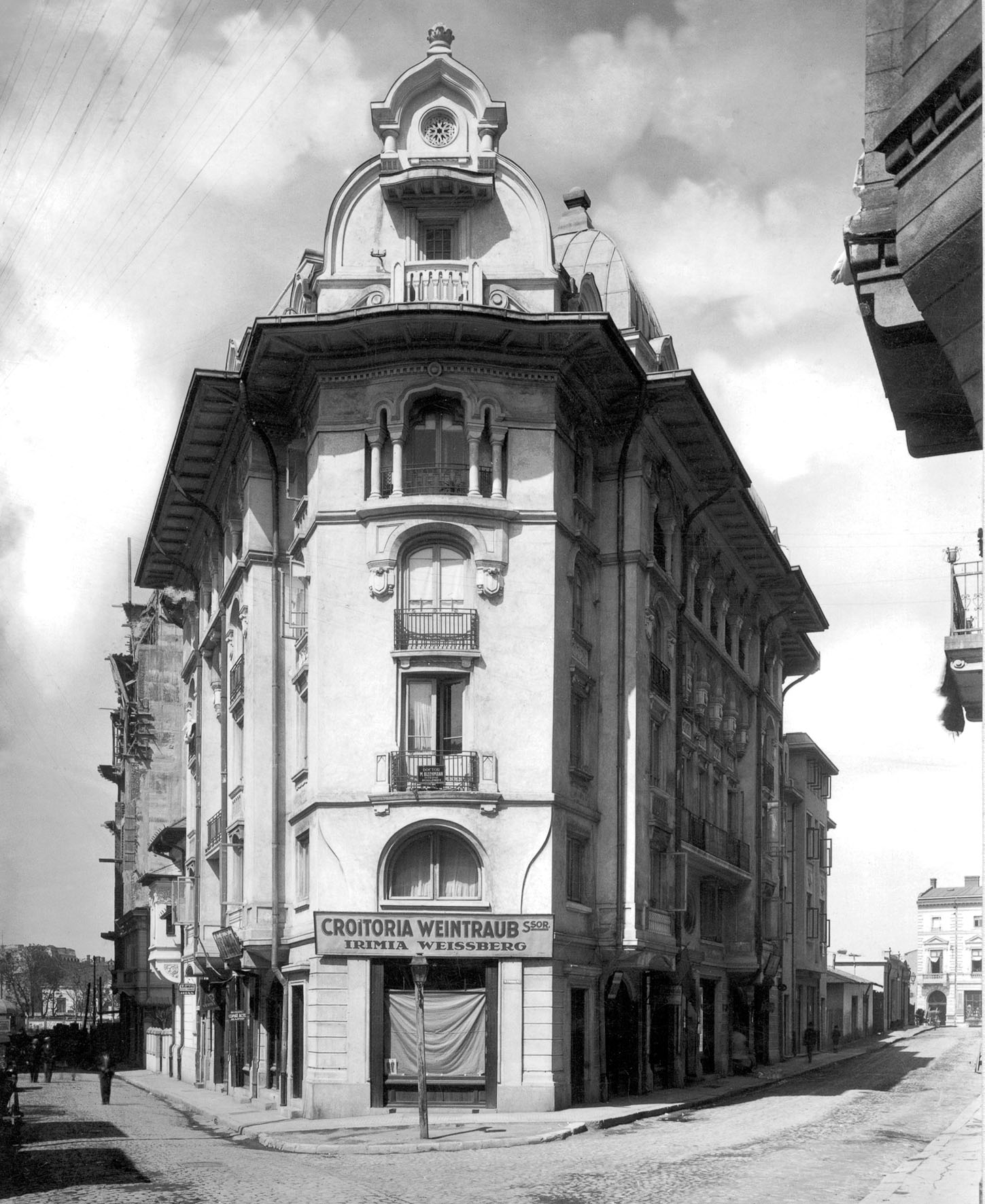
Imobilul fraților Tillman, în jurul anului 1925, București.

- Imobilul de raport de pe calea Șerban Vodă, care există în prezent[48] la numărul 105. A fost construit după același tipar ca și clădirea Gheorghe Bogdan din Ploiești, având, spre deosebire de aceasta, un etaj în plus[e 103]. Din păcate, clădirea a fost desfigurată prin ferestre PVC[120] inestetice, betonarea grosieră a unei părți a balustradei din balconul principal, inițial realizată din fier forjat, precum și prin crearea unor ferestre mai mari care au distrus armonia imobilului imaginată de arhitect. Fațada clădirii a fost puternic afectată de ferestrele termopan și izolațiile termice aplicate în ultimii ani, distrugându-se armonia imaginată de arhitect. Cele două intrări de la stradă au fost simplificate, pierzându-și complet stilul original. O fotografie cu acest imobil a fost publicată în revista Arhitectura în 1924[d 21], probabil imediat după finalizarea construcției.

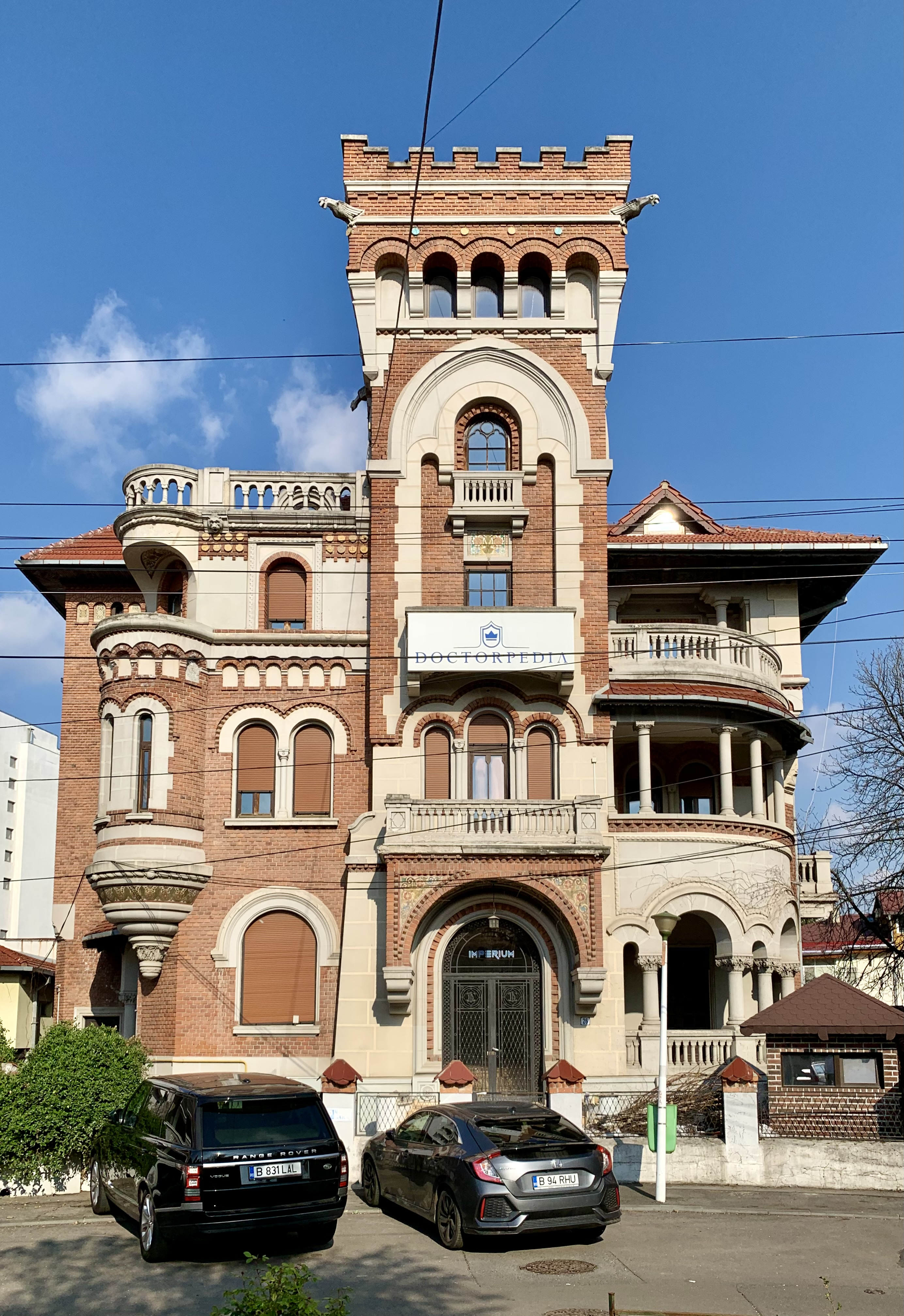
Vila D. Ionescu, București.

- Vila de pe strada Mitropolit Antim Ivireanul, publicată în revista Arhitectura în 1924[e 47][d 22]. O parte a străzii a fost demolată[126] în anii 1980 pentru construcția aberantă a Centrului Civic și a Casa Poporului, la dorința dictatorului comunist Nicolae Ceaușescu. Vila a fost probabil distrusă cu această ocazie[127].
- Imobilul de raport al fraților Tillman sau Tilman. Clădirea există și în prezent. Înainte de perioada comunistă, adresa imobilului era strada Carol, nr. 54, la intersecția străzilor Carol și Filittis. Acum[48] se află la întretăierea străzilor Filitti și Tonitza, nu departe de Piața Natiunile Unite, denumită în perioada interbelică Piața Senatului. Construcția a fost ridicată în 1926[e 104]. Stilul său este foarte apropiat de cel al Palatului Creditul Prahovei din Ploiești, care a fost realizat în jurul anului 1923. Clădirea a pierdut o piesă de pe fațada superioară, fiind lipsită astfel de frumusețea și impozanța sa originală. Este foarte posibil ca cele două cutremure din 1940 și 1977 au provocat căderea acelei părți a structurii sau au afectat-o grav, ducând la simplificarea ei[e 105][g 10].
- Vila inginerului Al. Gheorghiade din parcul Bonaparte, construit între 1923[e 106] și 1926[e 107]. Parcul este situat în spațiul delimitat de strada Paris, șoseaua Iancu de Hunedoara (fosta șosea Bonaparte) și Calea Dorobanților. Era situată pe strada Londra nr. 39. Acum dispărută, a fost complet demolată în 1942 pentru a se construi o altă vilă care nu semăna deloc cu cea originală. Singura mărturie rămasă fiind o fotografie publicată în revista Arhitectura în 1926 și mai târziu în 1941[d 23].
- Vila lui D. Ionescu, construită în 1927, pe strada Mihai Cogălniceanu (sau Kogălniceanu - în funcție de ortografie), șoseaua Kiseleff. Strada se numește în prezent[48] Gheorghe Brătianu. Vila este situată la numărul 26, pe o mică piață numită Rondul Francis[e 108]. Două fotografii ale casei au fost publicate în revista Arhitectura în 1930[d 24]. Un mic pavilion acoperit, construit în vârful turnului, a dispărut, probabil afectat de cutremurele din 1940 și 1977. Vila este clasată drept monument istoric[128].

### În alte județe

#### Clădiri publice și religioase

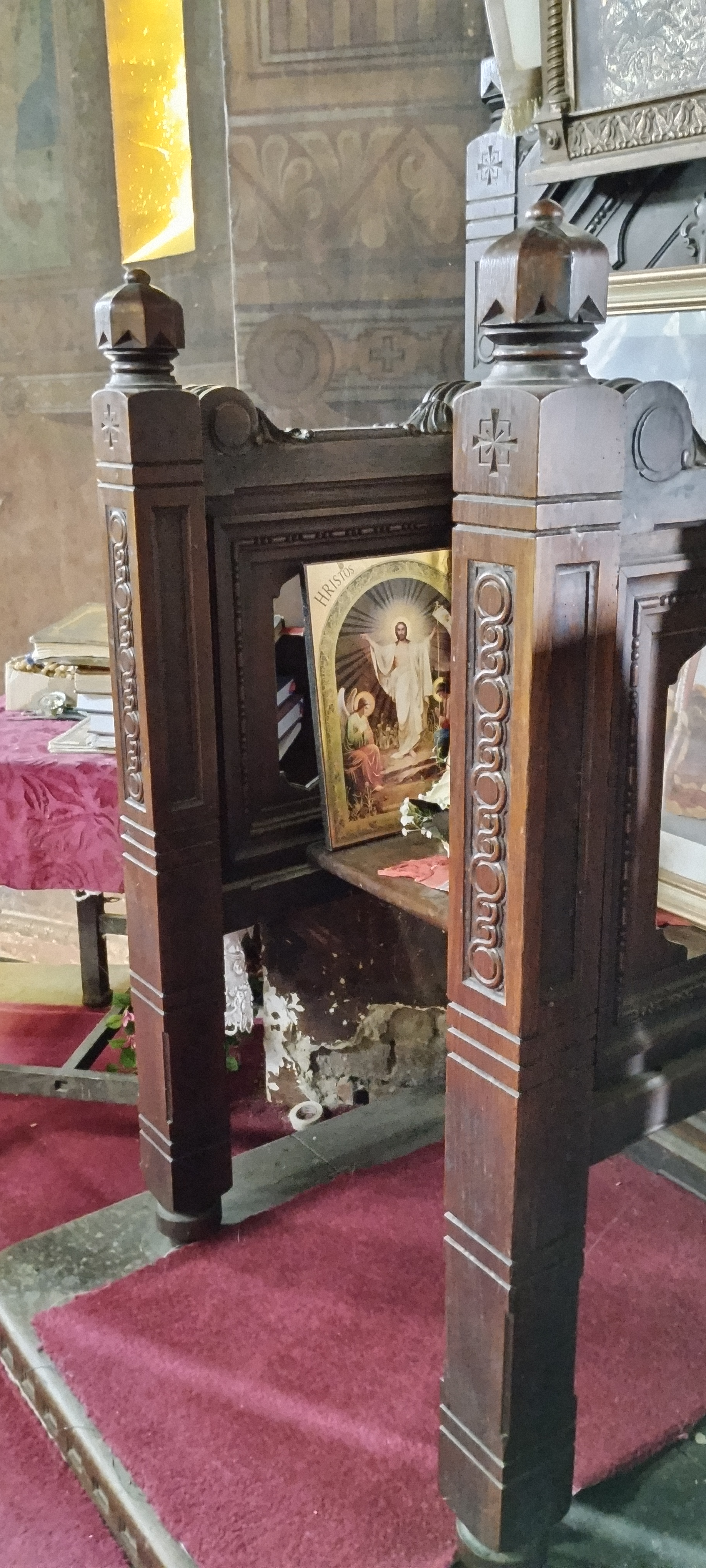

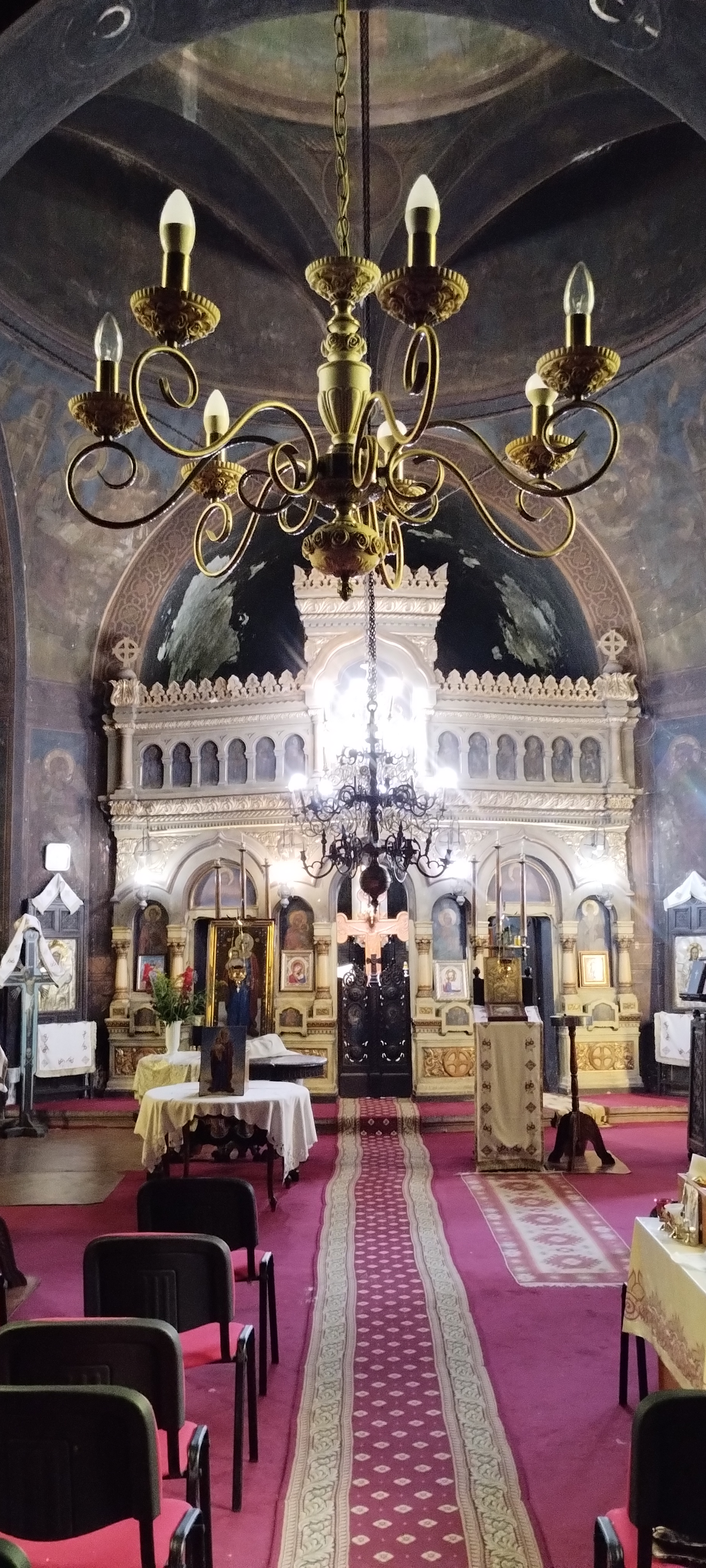

- Biserica Sfântul Nicolae și Alexandru din Netezești, comuna Nuci (județul Ilfov), de stil neoromânesc, situată pe strada Principală, în apropierea primăriei[e 109]. Construcția[129] și amenajările interioare au fost realizate probabil între 1912 și 1916. Autorul scrie în Amintiri: „ Biserica din Netezești, ctitoria familiei Al. Serghiescu, a fost ridicată cu cheltuiala D-nei. Al. Serghiescu în condiții destul de bune și chiar cu oarecare lux, atât clădirea cu mobilierul cât și picturile executate sub conducerea pictorului Pavlu având ca executanți mai multi pictori tinerii de remarcabil talent dintre care citez: Tonitza, St. Dumitrescu, Schweitzer-Cumpănă, Bălțatu, care avea atunci numai 16 ani, și alții.[b 53]” Mobilierul din stejar masiv[e 110] a fost expus la Ateneul Român la expoziția organizată de arhitect în 1916[b 54]. Frescele și picturile interioare au fost realizate în 1932[e 4]. Biserica este clasată monument istoric[130]. În 2022, a fost transferat de pe lista „B” pe lista „A” a monumentelor istorice din România.[131]. Aflată într-o stare avansată de degradare, lucrările de renovare au început în 2023, sub egida părintelui Rizea Tudor[132], care a luptat timp de peste 30 de ani pentru a obține nu numai clasarea „A” a monumentului, ci și fondurile necesare pentru numeroasele proiecte de conservare și restaurare care se impuneau[133].

| Biserica Sfinții Nicolae și Alexandru din Netezești. | Biserica Sfinții Nicolae și Alexandru din Netezești. | Biserica Sfinții Nicolae și Alexandru din Netezești. |
| Biserica Sfinții Nicolae și Alexandru din Netezești. |                                                      |                                                      |

- Liceul de băieți din Buftea (județul Ilfov). Construit între 1929 și 1934[e 111].Se găsește pe strada liceului, la numărul 5. Numele său exact, în 2009, este Liceul Economic Barbu Știrbei Buftea[134].

## Lucrări de arhitectură proiectate, dar ne-executate
Dintre cele 10 concursuri câștigate de către arhitect, numai două au fost realizate: cel al Palatului Creditul Prahovei și, parțial, Palatul Camerei de Comerț și Industrie, ambele în Ploiești. Astfel, numeroase proiecte remarcabile nu au fost materializate, printre care se numără: 
- Proiectul Institutului Sud-Est European, sub conducerea profesorului Nicolae Iorga[b 55], la București, probabil în anei 1930[b 56][e 31].
- Proiectul unei biserici pentru orașul Slănic, realizat în vara anului 1913 și expus la Ateneul român din București în primăvara lui 1916[b 24][e 112]. A fost publicat în revista Arhitectura în 1920[d 25].
- Proiectul unei grădini publice în Piață Unirii din Ploiești, pe care arhitectul îl va oferi în mod gratuit municipalității în 1922. În ciuda inițiativei lui Toma T. Socolescu, care a avut primul ideea acestei amenajări, și a celor două variante propuse consiliului municipal, primarul Ion Georgescu Obrocea a ales planul unui alt arhitect. Grădina a fost inaugurată în 1926[135][e 47].
- Proiectul unei hale de comerț en-gros în Ploiești, proiectată în spatele Halelor Centrale, în 1936[e 65][g 1].
- Proiectul unui Palat al Culturii la Ploiești, în 1937[h 17]. Clădirea numită Palatul Culturii după 1953 nu este altceva decât vechiul Palat al Justiției construit de către arhitecții Toma T. Socolescu și Ernest Doneaud.
- Proiectele pentru biserici în orașul Predeal (în 1956), realizat împreună cu fiul său Toma Barbu Socolescu[e 113][136], și în comuna Păulești (1944)[e 31].
- Proiectul primăriei din Făgăraș[b 24][e 31].

## Publicații

### Cărți
- Toma T. Socolescu (2004). Amintiri. scris între 1949 și 1960 - 237 de pagini. București: Editura Caligraf Design. ISBN 973-86771-0-6. Accesat în 26 mai 2025.[137][138].

- Toma T. Socolescu (2004). Fresca arhitecților care au lucrat în România în epoca modernă 1800 - 1925. 209 pagini. București: Editura Caligraf Design. ISBN 973-86771-1-4. Accesat în 12 mai 2025.[139].

- Toma T. Socolescu (1938). „Prefață de Nicolae Iorga”. Arhitectura în Ploești, studiu istoric. referință: 16725. Cartea conține capitolele scrise pentru „Monografia orașului Ploiești” de Mihail Sevastos - 111 de pagini. Bucarest: Cartea Românească. Accesat în 26 mai 2025.[140].

- Mihail Sevastos (1937). Monografia orașului Ploești. Arhitectul este unul dintre autorii monografiei. Socolescu a scris capitolele dedicate arhitecturii, halelor piețelor centrale, urbanismului, istoriei planurilor urbanistice, precum și culturii populare (artiști vizuali, muzee și biblioteca „Nicolae Iorga”). Cartea conține, de asemenea, multe dintre desenele și acuarelele sale. - 905 pagini. București: Cartea Românească. Accesat în 26 mai 2025.[141]. Arhitectul a redactat în întregime capitolele despre arhitectura orașului, urbanism, Halele Centrale, istoricul planurilor orașului, precum și o parte din materialul despre cultură (artiștii plastici, muzee și biblioteca Nicolae Iorga). De asemenea, aceasta cuprinde mai multe acuarele și desene ale sale.

- Toma T. Socolescu (1923). Prin Ardeal, note de drum ale unui arhitect. Cu ilustrații ale arhitectului. Povestirea călătoriei este inclusă integral în memoriile sale (Amintiri), între paginile 96-104 în ediția publicată de către Caligraf - 32 de pagini. Ploești: Biblioteca România viitoare / Cartea Românească. Accesat în 26 mai 2025.[142].

- Jean Raymond (1927). „Prefață de Toma T. Socolescu (studiu introductiv)”. Urbanism la îndemâna tuturor: pentru uzul consilierilor comunali și județeni, arhitecților, inginerilor, medicilor, ofițerilor, agronomilor și al tuturor persoanelor ce se interesează de mai buna stare a orașului. Biblioteca Urbanistică. Tradus de Toma T. Socolescu. 172 de pagini. Ploești: Editura municipiului Ploiești : Cartea Românească. Accesat în 26 mai 2025.[143], Jean Raymond, R. Dautry, Editura municipiului Ploiești: Cartea Românească, 1927, 172 pagini, ilustrații, tabele, 19 cm[144].

- Paul Juillerat (1932). „Prefață de Toma T. Socolescu (studiu introductiv)”. Igiena urbană. Biblioteca Urbanistică. Tradus de Toma T. Socolescu. 175 de pagini. Vălenii de Munte: Editura municipiului Ploiești: Datina Romanească. [b 57] a lucrării lui Paul Juillerat L'hygiène urbaine[145], sub titlul în română: Igiena urbană, Paul Juillerat, colecția Biblioteca Urbanistă, Editura municipiului Ploiești: Cartea Românească, 1927[146].

- Toma T. Socolescu (decembrie 1953). Monografia Ioan Mincu Profesor Arhitect 1851-1912. Biblioteca Urbanistică. I și II. Volumul II este dedicat ilustrațiilor (fotografiilor) și cuprinde 69 de pagini - 408 de pagini. București: Editura municipiului Ploiești: Datina Romanească. [b 42][e 56][147].

### Articole și desene
- În Buletinul Comisiei Monumentelor Istorice (BCMI)[148], trei articole importante:

1. Biserica Sfântul Nicolae din Bălteni[149], studii arheologice și relevee. Publicat în 1908 în primul număr (trimestrul al 3-lea) sub titlul Note arhitecturale la paginile 114-119[150].
2. Casa Hagi Prodan din Ploiești, studii arheologice și relevee. Publicat în 1916[46], în ultimul număr dinaintea intrării în război. Articolul va fi publicat și în cartea sa Arhitectura în Ploești, studiu istoric[a 34]. Bombardată în 1944, casa a fost restaurată, și muzeul re-inaugurat pe 1 mai 1953[b 58].
3. Casa Dobrescu de Ploiești, o clădire tipică pentru comercianții și micii industriași de la începutul secolului al XIX-lea, studii arheologice și relevee[a 17][e 114][52]. Casa a devenit Muzeul Ion L. Caragiale[53] de la 30 ianuarie 1962.

- În revista Arhitectura din 1916 până în 1944:

1. Numeroase articole ilustrate despre arhitectura româneasca, ilustrate cu propriile planuri și fotografii ale lucrărilor pe care le-a realizat[d 26].
2. Portretele arhitecților dispăruți, prin care și Ion N. Socolescu, Alexandre Clavel, Dimitrie Herjeu[151], Toma N. Socolescu și Constantin Nănescu[d 27].

- Toma T. Socolescu, Constantin Nănescu, articol Mortea arhitectului Constantin Nănescu, ianuarie-martie 1943-1944, anii IX-X, pagina 59.

1. Note de drum din Italia. Un articol de 7 pagini, cu ilustrații, în numărul din 1925, paginile 30-36.
2. Desene și acuarele ale vechilor construcții românești[d 28]
3. Toma T. Socolescu (1941). „Principii și îndreptări. Către o arhitectură românească modernă”. Arhitectura. București: SAR. anul VII (2 aprilie-iunie): 17–18. Accesat în 31 mai 2025. Autorul apăra ideea unei arte care păstra moștenirea culturală națională și amprenta geniului național român, căutând însă în același timp progresul și modernitatea. Arhitectul respingea total ideea unei arhitecturi internaționale. A publicat acest articol în franceză în același an.
4. Un articol care susține ideea creării unui institut destinat apărării și dezvoltării arhitecturii românești: Necesitatea creării unui institut de arhitectură românească, în numerele din 1943-1944[d 29].

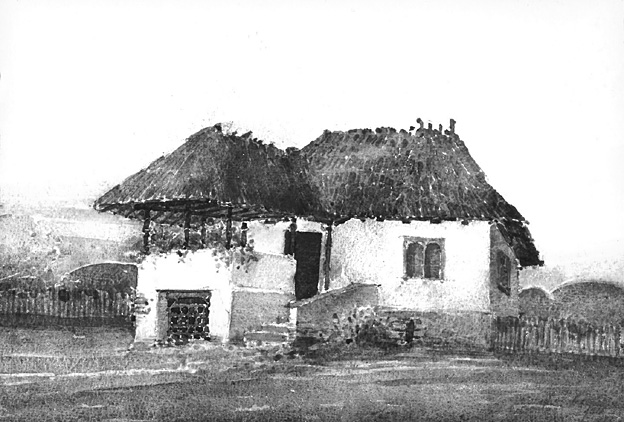
Acuarelă de Toma T. Socolescu - Casă bătrânească din Ploiești așa cum au existat până la începutul secolului al XX-lea.

- În revista Simetria: un articol despre arhitecții români care au studiat la Beaux-Arts de Paris.
- În revista România Viitoare:

1. Note de voiaj din România și din Italia.
2. Articole literare despre Contesa de Noailles (Brâncoveanu), Auguste Rodin, Octavian Goga, etc.
3. Studii despre câteva clădiri vechi, monumente istorice din Ploiești, dintre care:
- un articol despre ruinele bisericii Sfântul Nicolae Vechi (numărul 105, strada Mihai Bravu), în 1915
- un articol despre o casă veche, similară ca stil cu cea a lui Hagi Prodan, situată pe strada Ștefan cel Mare, vis-a-vis de biserica Sfinții Voievozi, în 1915. Biserica se află la numărul 23.
- Toma T. Socolescu (1941). „Vers une architecture roumaine moderne” [Către o arhitectură română modernă]. Bulletin de l'École Polytechnique de Bucarest (buletin publicat in francez) (în franceză). București: Tipărire Finanțe Si Industrie. anul XII (Extract) (1 et 2). Accesat în 21 mai 2025.[154].

- Despre subiectul Halelor Centrale, lucrarea de referință a lui Toma T. Socolescu, au apărut mai multe articole în diferite reviste româna și europene:

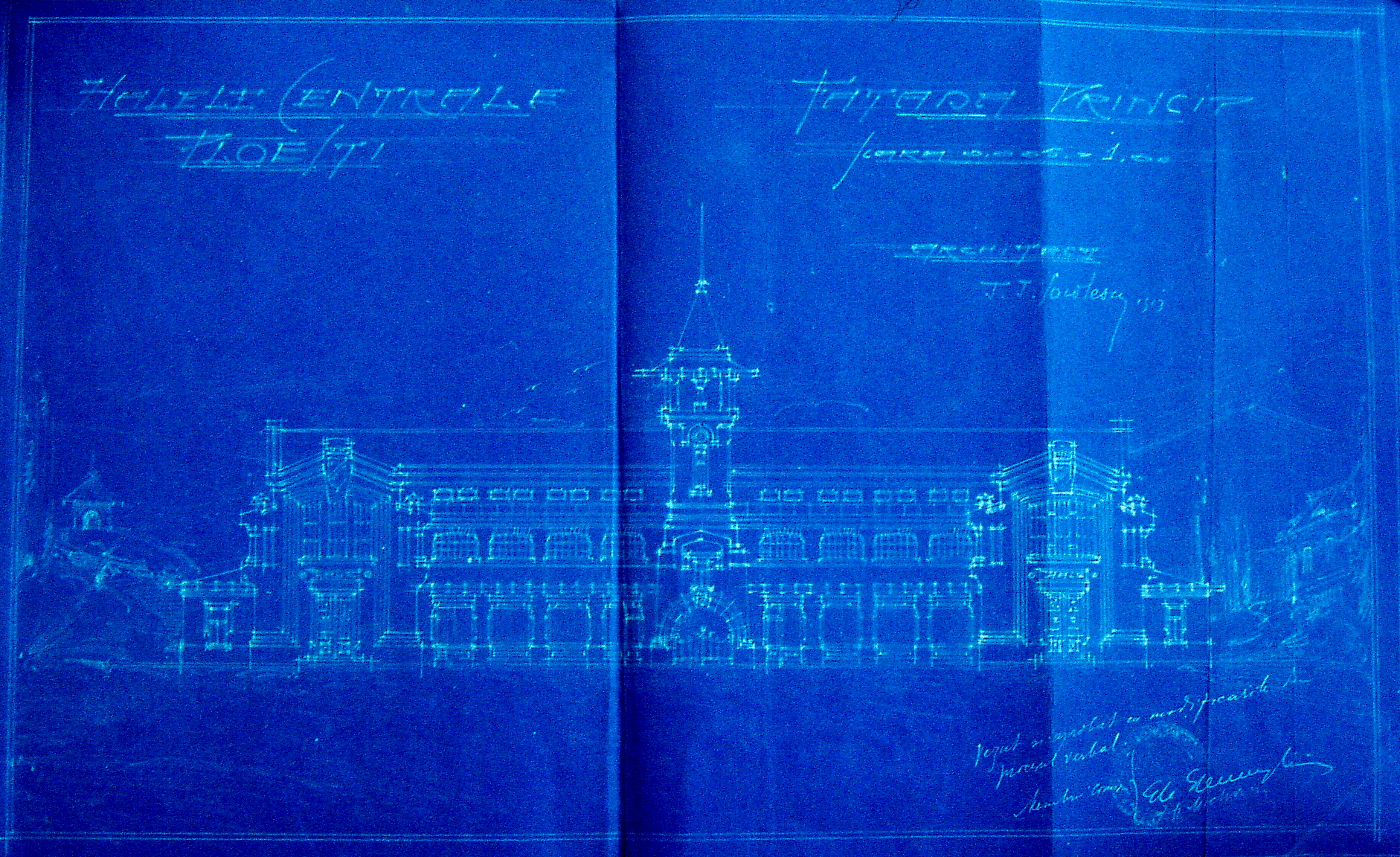
Ante-proiectul (1913) lui Toma T. Socolescu pentru Halele Centrale din Ploiești.

1. România: un articol lung în jurnalul Urbanismul, două ediții ale revistei Arhitectura,și alte publicații :
  1. Toma T. Socolescu (1932). https://archive.org/details/urbanismul-1932-11-12/Urbanismul_1932_11-12/page/n1/mode/2up Referințe la cărți]. „Halele orașului Ploești” (PDF). Urbanismul. București: Institutul Urbanistic al României. anul 9 (11-12 noiembrie-decembrie): 373–378. Accesat în 17 mai 2025.
  2. În revista Arhitectura : Toma T. Socolescu, Halele Centrale ale orașului Ploești, 5 fotografii interioare și exterioare ale halelor, 1931-1933, paginile 40-41 și pagina 86 ; Toma T. Socolescu, Halele Centrale Ploești, articol, planuri, desene și fotografii, iulie 1936, numărul 6, paginile 13-16 și paginile 21-30. Articol din numărului din iulie 1936 este reprodus in extenso la paginile 597-603 din Monografia orașului Ploești de Mihail Sevastos precum și între paginile 96-101 din cartea Arhitectura în Ploești, studiu istoric scrisă de către Toma T. Socolescu; Ploieștii.
  3. În ziarul Ploieștiiun articol intitulat Construcția Halelor, redactat pe 21 aprilie 1929, având ca subiect conflictul juridic cu privire la construcția halelor - În 1936, tot în Ploieștii, un amplu material despre publicarea în revista franceză Techniques des Travaux.
  4. În Revista Veterinară, un articol
2. Franța: Trei studii ilustrat asupra Halelor Centrale din Ploiești scris chiar de arhitect în limba franceză.
  1. T. T. Socolesco, architecte (1936). Referințe la articole. „Les Halles Centrales de Ploesti (Roumanie)” [Halele Centrale din Ploiești (România)]. L'Architecture d'Aujourd'hui (în franceză). Paris: L'Architecture d'Aujourd'hui. anul 7 (11 noiembre): 44–45. Accesat în 17 mai 2025.
  2. T. T. Socolesco, architecte (1936). Referințe la articole. „Les Halles Centrales de Ploesti (Roumanie)” [Halele Centrale din Ploiești (România)]. La Techniques des Travaux (în franceză). Paris: La Techniques des Travaux. anul 12 (8 august): 413–417. Accesat în 17 mai 2025.
  3. T. T. Socolesco, Architecte, Professeur à à l’Académie des Architectes de Bucarest (1936). Referințe la articole. „Les Halles Centrales de Ploesti en Roumanie” [Halele Centrale din Ploiești în România]. La Construction moderne (în franceză). Paris: La Construction moderne. an 51 septembrie (46): 945–955. Accesat în 17 mai 2025.
3. Regatul Unit: The Architect, Londra.
4. Germania: [[[:de:Saliger (Ingenieur)]|Rudolf Saliger]]; Dr. Ing. Friedrich V. Baravalle (1933). „Die neue grossmarkthalle in Ploiesti” [Noua hală din Ploiești]. Der Bauingenieur (în germană). Berlin: Der Bauingenieur. 14 Jahrgang (Heft 21-22 / 26 mai): 282–284. Accesat în 17 mai 2025. Verificați valoarea |author-link1= (ajutor)

- De altfel, a publicat și a fost subiectul a numeroase articole în ziare din Ploiești, Iași și București, pe teme de arhitectură. precum arhitectură[155], urbanism[156], politică locală[157] sau cultură[158], trafic[159] și chiar agricultură[160], precum și necrologuri[161].

## Alte surse
- Documente oficiale ale instituțiilor române, printre care Monitorul Oficial al României.
- Arhivele Naționale ale României: Direcția Județeană Prahova a Arhivelor Naționale[168].
- și  Arhivele familiei Socolescu (Paris, București) inclusiv fondul fotografic.
- Lucian Vasile, istoric, consilier superior al Consiliului Național pentru Studierea Arhivelor Securității (CNSAS) din 2025, fost expert și șef de birou la Institutul de Investigare a Crimelor Comunismului și Memoria Exilului Românesc (IICCMER), Președintele Asociației pentru Educație și Dezvoltare Urbană (AEDU)[169], ploieștean și autor al site-ului de specialitate în istoria orașului RepublicaPloiesti.net.
- Constantin Ilie, inginer de construcții civile și industriale, expert tehnic pentru construcții timp de 35 de ani. Născut 18 martie 1929 în Păulești, l-a cunoscut pe Toma T. Socolescu, iar din anul 2004 până în 2024, anul morții sale. el a studiat opera acestuia.
- și  Vincent Gérard Duqué, nepotul lui Gérard Joseph Duqué, din Ploiești. Bunicul domnului Duqué era un prieten al arhitectului. Amândoi erau membri activi ai Clubului Rotary din oraș.